# Liste der Biografien/Den
Liste der Biografien |
Portal Biografien |
Personensuche
# |
A |
B |
C |
D |
E |
F |
G |
H |
I |
J |
K |
L |
M |
N |
O |
P |
Q |
R |
S |
T |
U |
V |
W |
X |
Y |
Z |
?
 
Da |
Db |
Dc |
Dd |
De |
Dg |
Dh |
Di |
Dj |
Dk |
Dl |
Dm |
Dn |
Do |
Dq |
Dr |
Ds |
Du |
Dv |
Dw |
Dy |
Dz
 
De A |
De B |
De C |
De D |
De E |
De F |
De G |
De H |
De J |
De K |
De L |
De M |
De N |
De P |
De Q |
De R |
De S |
De T |
De V |
De W |
De Y |
De Z 

Dea |
Deb |
Dec |
Ded |
Dee |
Def |
Deg |
Deh |
Dei |
Dej |
Dek |
Del |
Dem |
Den |
Deo |
Dep |
Deq |
Der |
Des |
Det |
Deu |
Dev |
Dew |
Dex |
Dey |
Dez
Die Liste der Biografien führt alle Personen auf, die in der deutschsprachigen Wikipedia einen Artikel haben. Dieses ist eine Teilliste mit 843 Einträgen von Personen, deren Namen mit den Buchstaben „Den“ beginnt.

## Den
- Den, altägyptischer König der 1. Dynastie
- Den, Hideo (1923–2009), japanischer Journalist und Politiker
- Den, Kenjirō (1855–1930), japanischer Politiker

### Dena
- Dena, Sina Ataeian (* 1983), iranischer Regisseur, Autor und Produzent
- Denaburg, Lexy (* 2001), US-amerikanische Beachvolleyballspielerin
- Denaj, Anila (* 1973), albanische Politikerin (PS)
- Denaja, Sébastien (* 1979), französischer Politiker, Mitglied der Nationalversammlung
- Denalane, Joy (* 1973), deutsche Soul- und R&B-SängerinJoy Denalane (* 1973)

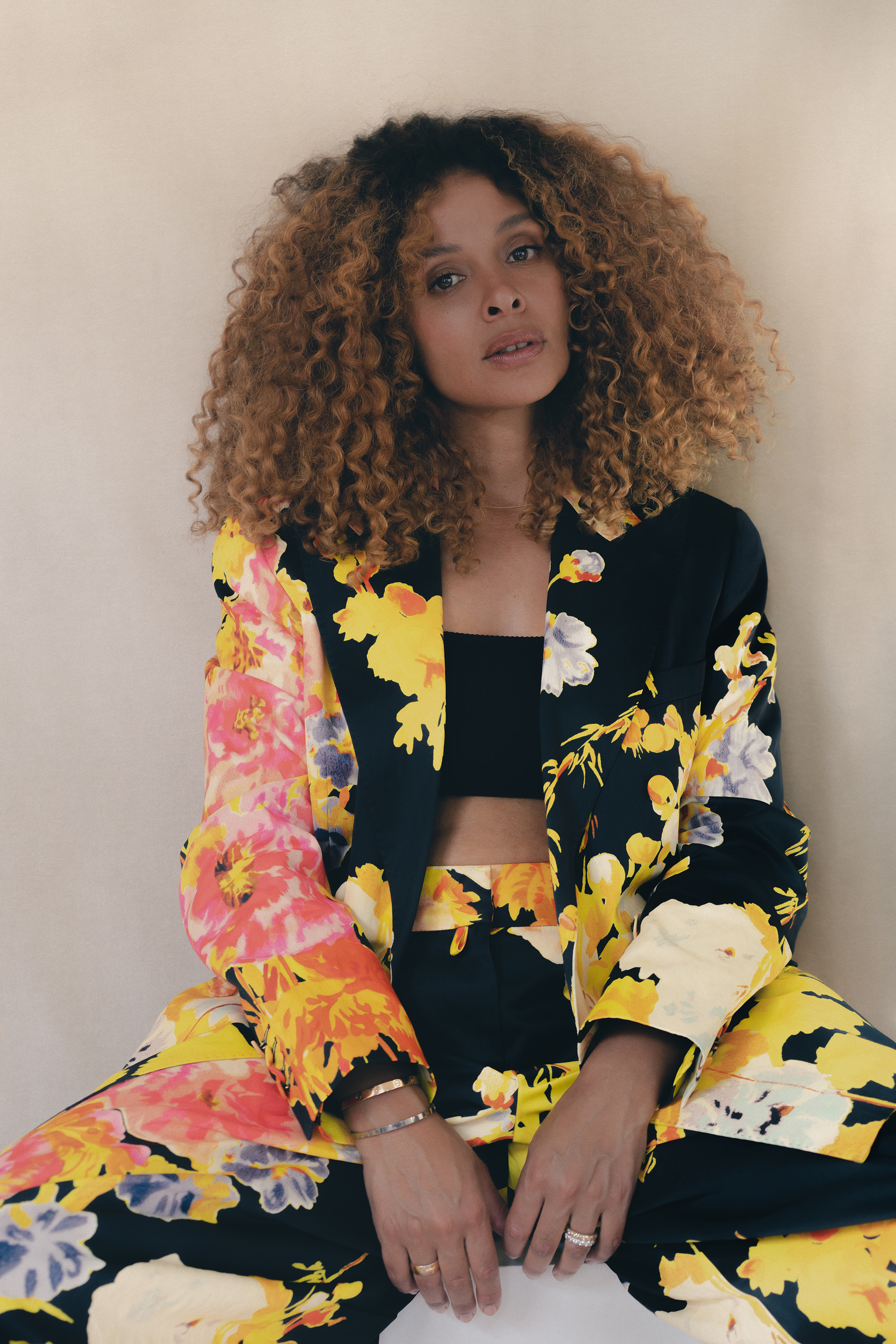
Joy Denalane (* 1973)

- Denander, Tommy (* 1968), schwedischer Gitarrist
- Denanot, Jean-Paul (* 1944), französischer Politiker (PS), MdEP
- Denar, Kay, deutscher Musikproduzent, Komponist, Liedtexter
- Denard, Bob (1929–2007), französisch-komorischer Söldnerführer
- DeNard, Gloria (1926–2020), US-amerikanische Jazzmusikerin (Gesang) und Musikpädagogin
- DeNardis, Lawrence Joseph (1938–2018), US-amerikanischer Politiker
- Denarnaud, Marie (* 1978), französische Schauspielerin
- Denault, Jim (* 1960), US-amerikanischer Kameramann
- DeNaut, Jud (1915–1999), US-amerikanischer Jazzmusiker
- Denauw, Renaud (* 1936), belgischer Comiczeichner
- Denayer, Christian (* 1945), belgischer Comiczeichner
- Denayer, Félix (* 1990), belgischer Hockeyspieler
- Denayer, Jason (* 1995), belgischer Fußballspieler
- Denayrouze, Auguste (1837–1883), Erfinder eines Atemreglers zur Steuerung der Luftzufuhr und, zusammen mit Benoît Rouquayrol, einer der Erfinder eines Taucheranzugs

### Denb
- Denberg, Susan (* 1944), österreichische Schauspielerin und Model
- Denboba, Merima (* 1974), äthiopische Langstreckenläuferin
- Denby, David (* 1943), US-amerikanischer Schriftsteller
- Denby, Edwin (1870–1929), US-amerikanischer Politiker
- Denby, Edwin (1903–1983), US-amerikanischer moderner Tänzer, Tanzkritiker, Dichter, Librettist und Filmschauspieler
- Denby, Joolz (* 1955), englische Dichterin und KünstlerinJoolz Denby (* 1955)

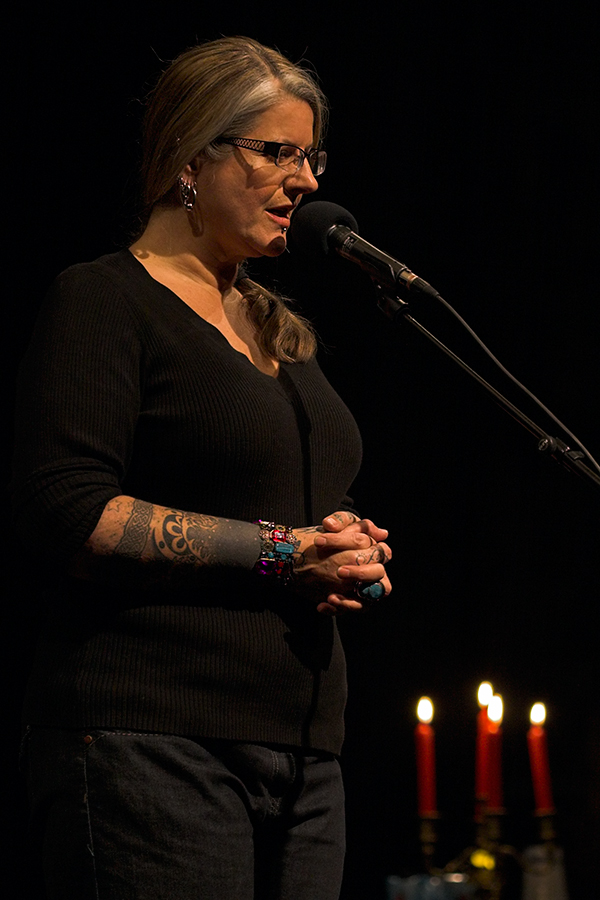
Joolz Denby (* 1955)

- Denby, Kara (* 1986), US-amerikanische Schwimmerin
- Denby, Nichole (* 1982), US-amerikanisch-nigerianische Leichtathletin
- Denby, Sam (* 1998), US-amerikanischer YouTuber und Podcaster
- Denby-Ashe, Daniela (* 1978), britische Schauspielerin

### Denc
- Dench, Emma (* 1963), englische Althistorikerin
- Dench, Judi (* 1934), britische SchauspielerinJudi Dench (* 1934)

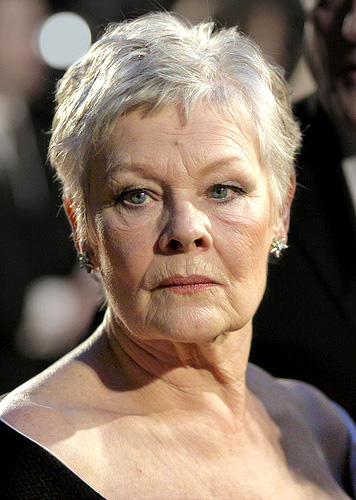
Judi Dench (* 1934)

- Dench, Oliver (* 1992), englischer Schauspieler
- Dench, Patricia (* 1932), australische Sportschützin
- Dench, Peter (* 1972), britischer Fotograf
- Dencik, David (* 1974), schwedischer Schauspieler
- Denck, Hans († 1527), deutscher Theologe, Humanist, Schriftsteller und Bibelübersetzer
- Dencker, Bjørn (* 1970), norwegischer Musiker
- Dencker, Carl Heinrich (1900–1967), deutscher Landtechniker und Hochschullehrer
- Dencker, Ferdinand (1837–1917), deutscher Chronometermacher
- Dencker, J. Heinrich (1860–1921), deutscher Vorkämpfer der Homosexuellen-Bewegung
- Dencker, Klaus Peter (* 1941), deutscher Fernsehschaffender und Autor visueller Poesie
- Dencker, Nils (* 1953), schwedischer Mathematiker
- Dencker, Norman (* 1922), deutscher Botschafter
- Dencker, Valerius (1542–1589), deutscher Pastor und Superintendent
- Denckler, Heinz (1908–1989), deutscher Sachbuchautor und Verleger
- Denckmann, August (1860–1925), deutscher Geologe und Hochschullehrer
- Denckmann, Friedrich Ludolf (1820–1916), deutscher Pfarrer, Paläontologe und Fossiliensammler
- Denckmann, Volkmar (1905–1979), deutscher Botaniker

### Dend
- Denda, Hidefumi (* 1997), japanischer Nordischer Kombinierer
- Denda, Mao (* 1980), japanische Sängerin des J-Pops
- Denda, Wolfgang (* 1939), deutscher Ingenieur und Politiker (SPD), Oberbürgermeister von Frankfurt (Oder) (1990–1992)
- Dendahl, John (1938–2013), US-amerikanischer Skisportler, Politiker der Republikaner und Kolumnist
- Dendemann (* 1974), deutscher RapperDendemann (* 1974)

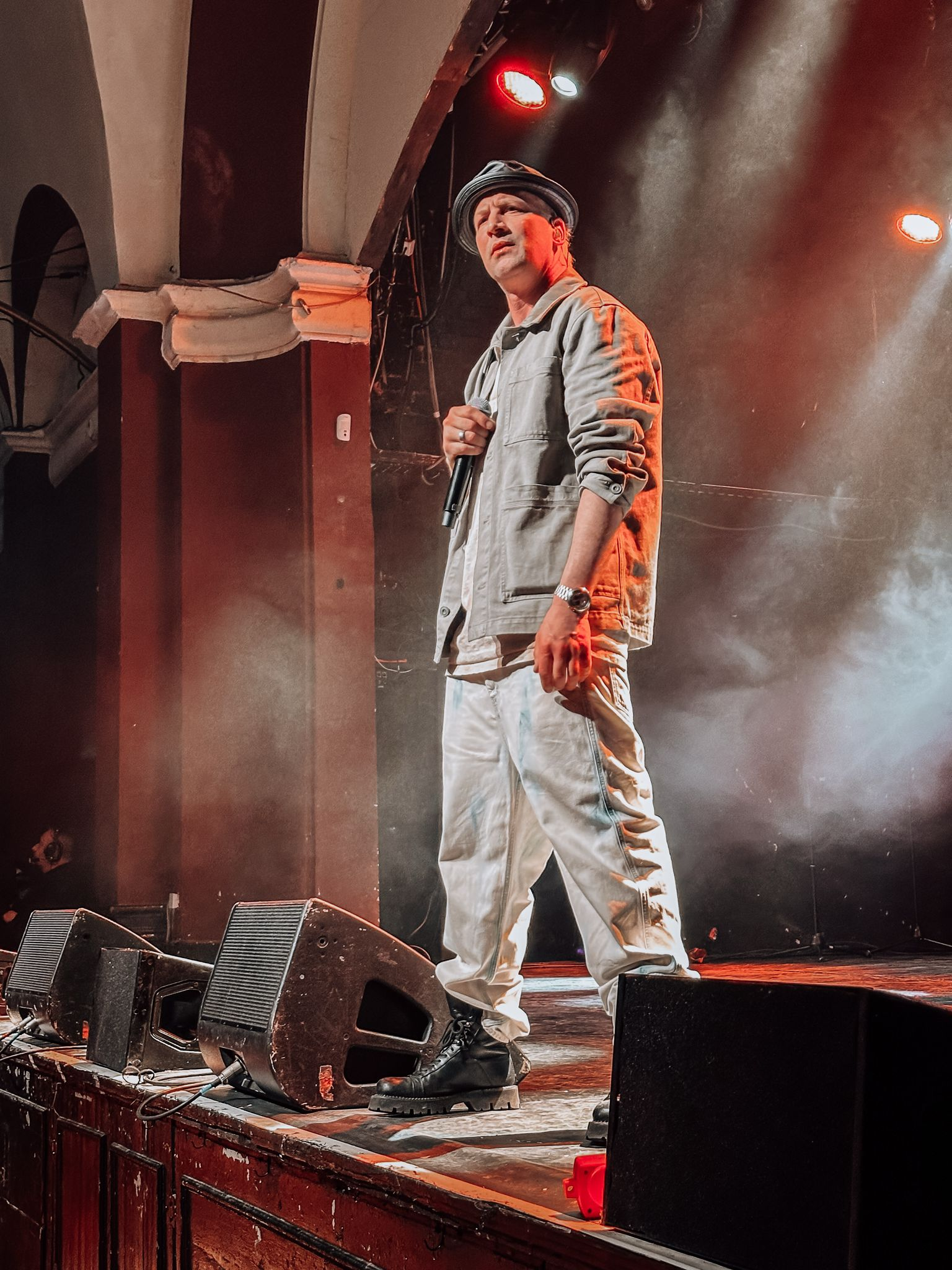
Dendemann (* 1974)

- Dendewiin Terbischdagwa (* 1955), mongolischer Politiker
- Dendias, Nikos (* 1959), griechischer Jurist und Minister
- Dendievel, Martijn (* 1995), belgischer Dirigent
- Dendinger, William Joseph (* 1939), US-amerikanischer Geistlicher, Generalmajor, emeritierter Bischof von Grand Island
- Dendl, Heinrich Georg (1854–1925), deutscher Porträt-, Landschafts- und Stilllebenmaler
- Dendl, Johann (* 1892), deutscher Landrat und Verwaltungsrichter
- Dendoncker, Lars (* 2001), belgischer Fußballspieler
- Dendoncker, Leander (* 1995), belgischer Fußballspieler
- Dendorfer, Jürgen (* 1971), deutscher Historiker
- Dendorfer-Ditges, Renate (* 1957), deutsche Juristin und Mediatorin
- Dendoune, Kylian (* 2005), thailändisch-französischer Fußballspieler
- Dendy, Arthur (1865–1925), britischer Zoologe
- Dendy, Marquis (* 1992), US-amerikanischer Weitspringer
- Dendy, Terri (* 1965), US-amerikanische Sprinterin

### Dene
- Dene, Kirsten (* 1943), deutsche SchauspielerinKirsten Dene (* 1943)

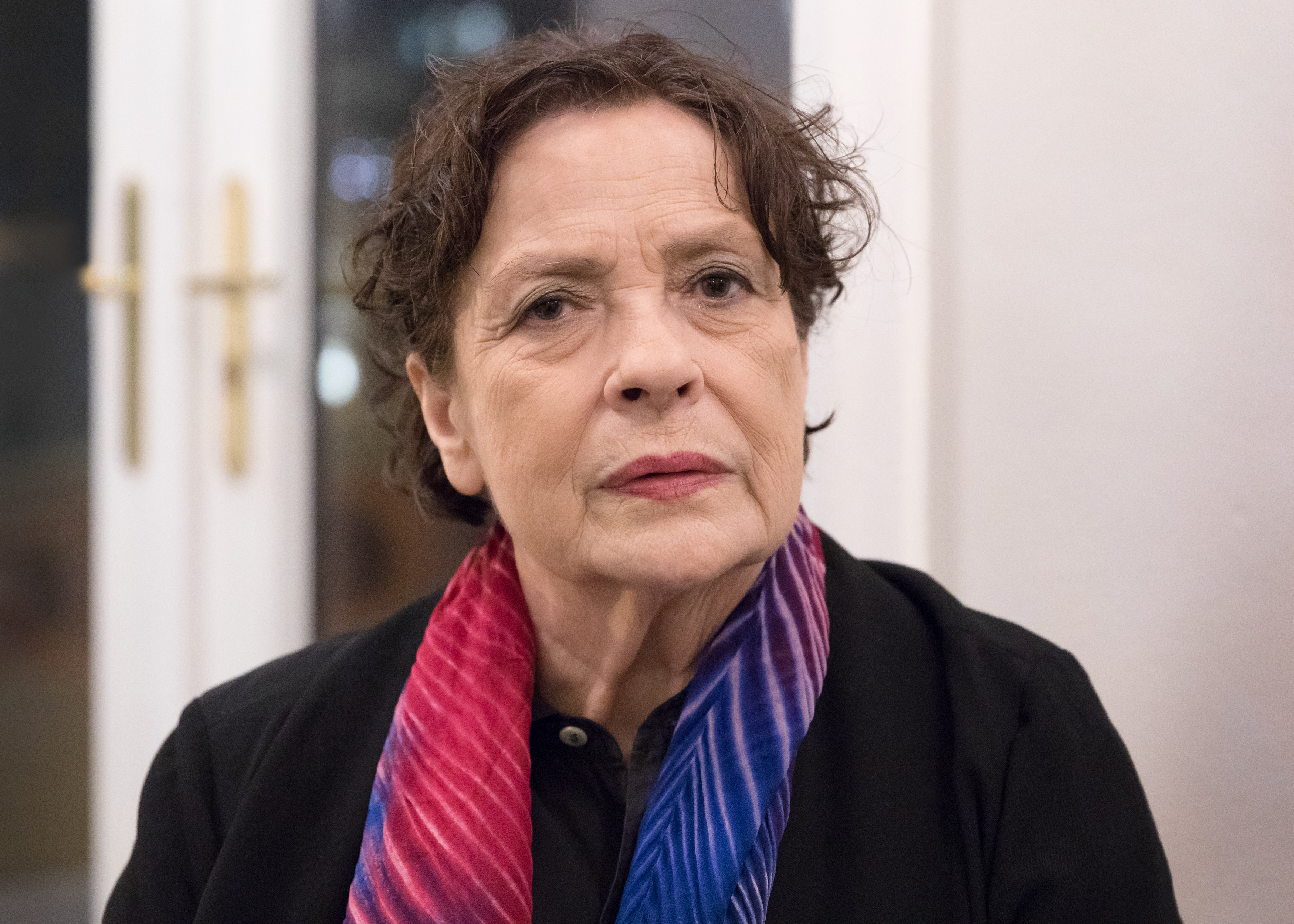
Kirsten Dene (* 1943)

- Dene, Reynwerd, Ratsherr und Bürgermeister in Bremen
- Denebeorht († 822), Bischof von Worcester
- Denebrink, Francis C. (1896–1987), US-amerikanischer Marineadmiral
- Denecke, Axel (* 1938), evangelischer Theologe
- Denecke, Dietrich (* 1935), deutscher Geograph
- Denecke, Erich (1885–1963), deutscher Generalleutnant im Zweiten Weltkrieg
- Denecke, Gabriele (* 1952), deutsche Filmregisseurin
- Denecke, Gerhard (1889–1971), deutscher Mediziner und Schriftsteller
- Denecke, Hans-Joachim (1911–1990), deutscher HNO-Arzt und Hochschullehrer
- Denecke, Heiko (* 1942), deutscher Gefäßchirurg
- Denecke, Johannes (1884–1974), deutscher Reichsgerichtsrat und Richter am Bundesarbeitsgericht
- Denecke, Ludwig (1905–1996), deutscher Germanist und Bibliothekar
- Denecke, Norbert (* 1958), deutscher evangelisch-lutherischer Theologe
- Denecke, Rolf (* 1913), deutscher Schriftsteller
- Denecke, Walter (1906–1975), deutscher Maler und Grafiker
- Denecken, Harald (* 1944), deutscher Kommunalpolitiker (SPD)
- DeNecochea, Dianne (* 1967), US-amerikanische Volleyball- und Beachvolleyballspielerin
- Deneen, Charles (1863–1940), Gouverneur von Illinois
- Deneen, Patrick (* 1987), US-amerikanischer Freestyle-Skisportler
- Deneen, Patrick J. (* 1964), US-amerikanischer Politologe und Hochschullehrer
- Denef, Jan (* 1951), belgischer Mathematiker
- Denef, Norbert (* 1949), deutsches Opfer sexuellen Missbrauchs
- Denefleh, Céline (* 1992), deutsches Curvy-Model
- Denefrith, Bischof von Sherborne
- Denefve, Jules (1814–1877), belgischer Cellist und Komponist
- Denegri, Alberto (1906–1973), peruanischer Fußballspieler und -trainer
- Denegri, Aurélio (1840–1909), peruanischer Politiker
- Denegri, Marco Aurelio (1938–2018), peruanischer Autor, Literaturkritiker, Sexologe und Linguist
- Deneke, Carl Friedrich (1803–1877), Geheimer Kommerzienrat, Politiker und Industrieller
- Deneke, Diether (1918–2002), deutscher Naturschützer und Politiker (SPD), MdL
- Deneke, Günther (1882–1944), deutscher Kunsthistoriker und Archivar
- Deneke, Marlies (* 1953), deutsche SED-Funktionärin und Politikerin (PDS), MdV, MdB
- Deneke, Otto (1875–1956), deutscher Rechtsanwalt, Kommunalpolitiker, Kulturhistoriker und Bibliophiler
- Deneke, Theodor (1860–1954), deutscher Arzt, Politiker, MdHB und Hochschullehrer
- Deneke, Volrad (1920–2006), deutscher Journalist, Soziologe und Politiker (FDP), MdB
- Deneke, Walter (1907–1984), deutscher Oberlandforstmeister
- Deneke-Jöhrens, Hans-Joachim (* 1961), deutscher Politiker (CDU), MdL
- Deneken, Arnold Gerhard (1759–1836), Bremer Jurist und Senator
- Deneken, Friedrich (1857–1927), deutscher Kunsthistoriker
- Denemarková, Radka (* 1968), tschechische, deutschsprachige Schriftstellerin
- Dener, Halim (1977–1994), türkischer Flüchtling und kurdischer Aktivist
- Denera, Erna (1879–1938), deutsche Opernsängerin (Sopran)
- Denéréaz, Alexandre (1875–1947), Schweizer Organist und Komponist
- Dénériaz, Antoine (* 1976), französischer Skirennläufer
- Denert, Ernst (* 1942), deutscher Unternehmer, Informatiker und Mäzen
- Dénervaud, Jean-Bernard (* 1943), Schweizer Basketballspieler
- Denervaud, Leonhard (1889–1955), Schweizer Architekt
- Denes, Agnes (* 1931), US-amerikanische Künstlerin
- Dénes, Christiane (* 1951), deutsche Musikerin, Schriftstellerin und Bildende Künstlerin
- Denes, Ivan (1928–2011), deutscher Journalist und Schriftsteller
- Dénes, Oskar (1891–1950), ungarischer Schauspieler und Sänger
- Deneschkin, Alexander Alexandrowitsch (* 1991), russischer Eishockeyspieler
- Deneschkina, Irina (* 1981), russische Schriftstellerin
- Denesik, Brooke (* 1996), US-amerikanische Fußballspielerin
- Deneuve, Catherine (* 1943), französische SchauspielerinCatherine Deneuve (* 1943)

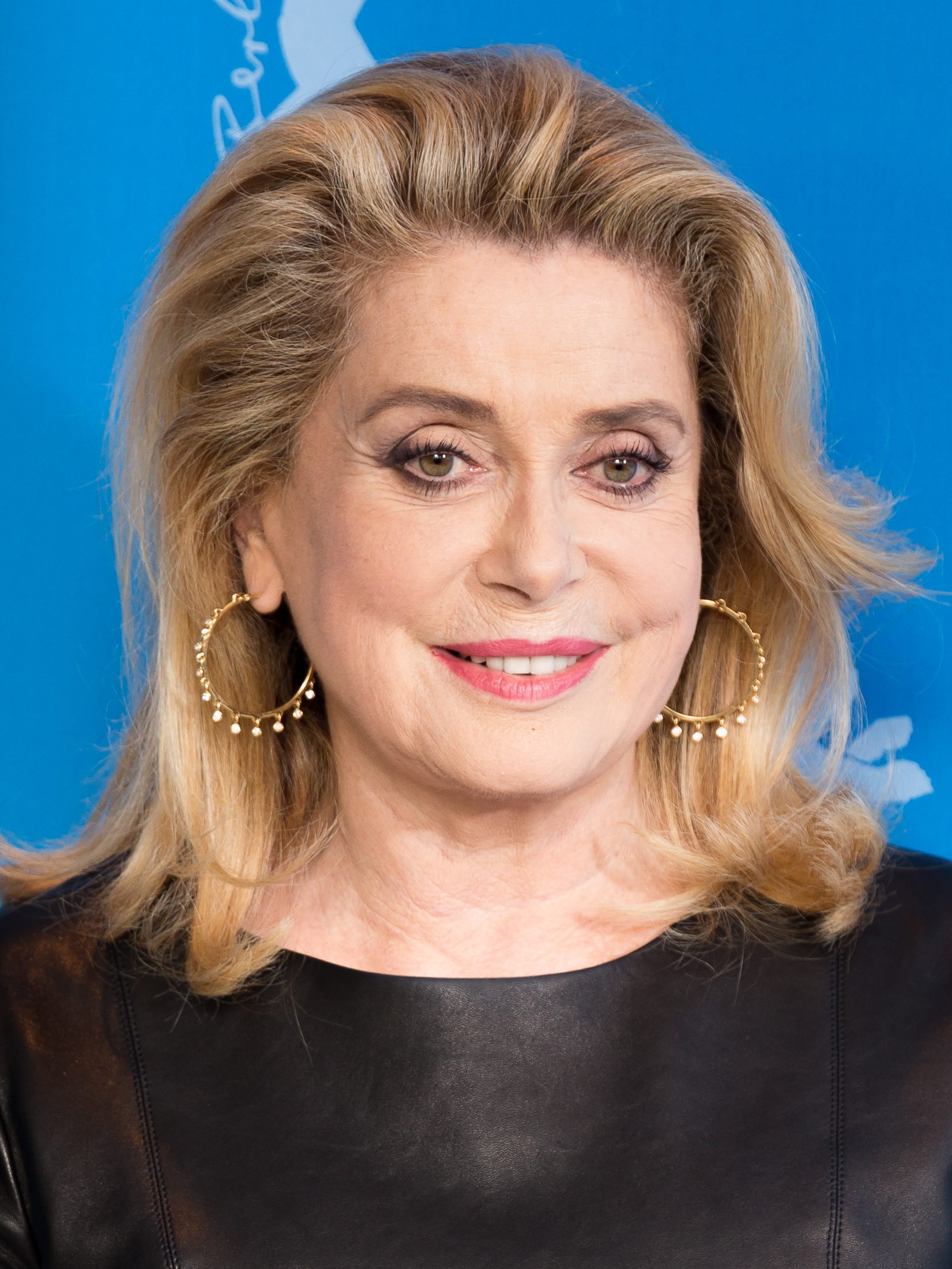
Catherine Deneuve (* 1943)

- Deneux, Gabriel Charles (1856–1926), französischer Maler
- Denevan, William (* 1931), US-amerikanischer Geograph und Hochschullehrer
- Deneve, Rita (1944–2018), belgische Sängerin
- Denève, Stéphane (* 1971), französischer Dirigent
- Denevi, Marco (1922–1998), argentinischer Journalist, Jurist und Schriftsteller
- Deneys, Heidi (1937–2014), Schweizer Politikerin
- Deneys, Johann Andreas (* 1812), deutscher Bildhauer

### Denf
- Denfeld, Louis E. (1891–1972), Admiral der US Navy
- Denfert-Rochereau, Pierre Marie Philippe Aristide (1823–1878), französischer Oberst, Verteidiger von Belfort und Politiker, Mitglied der Nationalversammlung
- Denffer, Ahmad von (* 1949), deutscher Islamwissenschaftler
- Denffer, August von (1786–1860), Vorsitzender des russischen Reichsrates
- Denffer, Dietrich von (1914–2007), deutscher Botaniker
- Denffer, Enno von (* 1947), deutscher Journalist und Medienexperte
- Denffer, Herbert von (1907–1988), deutsch-baltischer Versicherungsmathematiker, Leiter einer Gruppe von Kryptoanalytikern im Oberkommando des Heeres
- Denffer, Johann Heinrich von (1700–1770), deutsch-baltischer evangelischer Theologe

### Deng
- Deng Bul Yak, Daniel (* 1950), sudanesischer Geistlicher, Primas der Episcopal Church of the Sudan
- Deng Nhial, Nhial (* 1952), südsudanesischer Politiker
- Deng Nhial, William (1929–1968), Politiker im Süden des Sudan
- Deng Xiaoping (1904–1997), chinesischer PolitikerDeng Xiaoping (1904–1997)

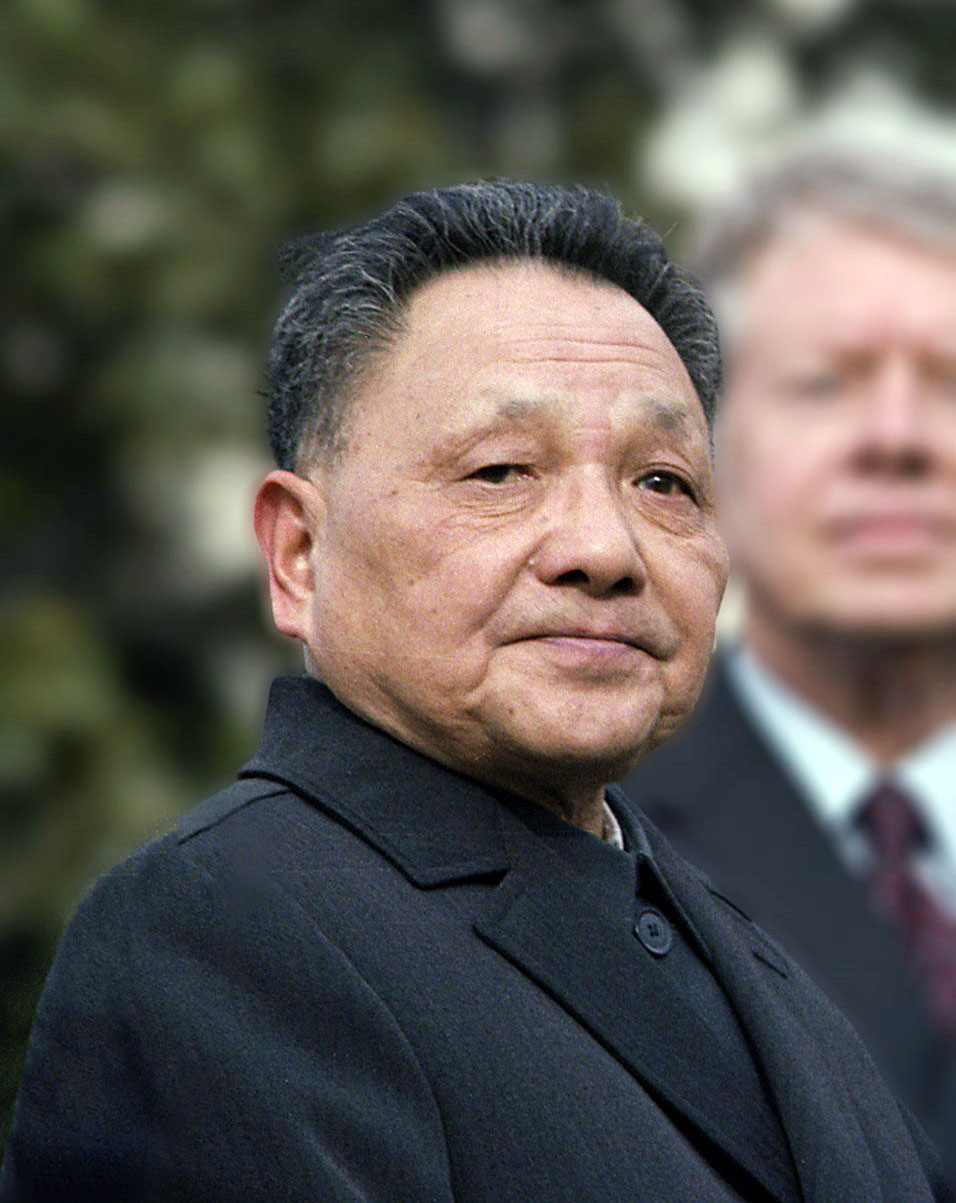
Deng Xiaoping (1904–1997)

- Deng Yawen (* 2005), chinesische BMX-Freestyle-Fahrerin
- Deng, Ai (197–264), chinesischer General
- Deng, Chao (* 1979), chinesischer Schauspieler, Komiker und Sänger
- Deng, Cher (* 2005), australischer Fußballspieler
- Deng, Chueng-hwai (* 1940), taiwanischer Radrennfahrer
- Deng, Dominic Dim (1950–2008), südsudanesischer Generalleutnant und Politiker
- Deng, Hongbo (* 1965), chinesischer Diplomat
- Deng, Joseph (* 1998), australischer Mittelstreckenläufer
- Deng, Linlin (* 1992), chinesische Turnerin
- Deng, Liqun (1915–2015), chinesischer Politiker
- Deng, Luol (* 1985), südsudanesisch-britischer BasketballspielerLuol Deng (* 1985)

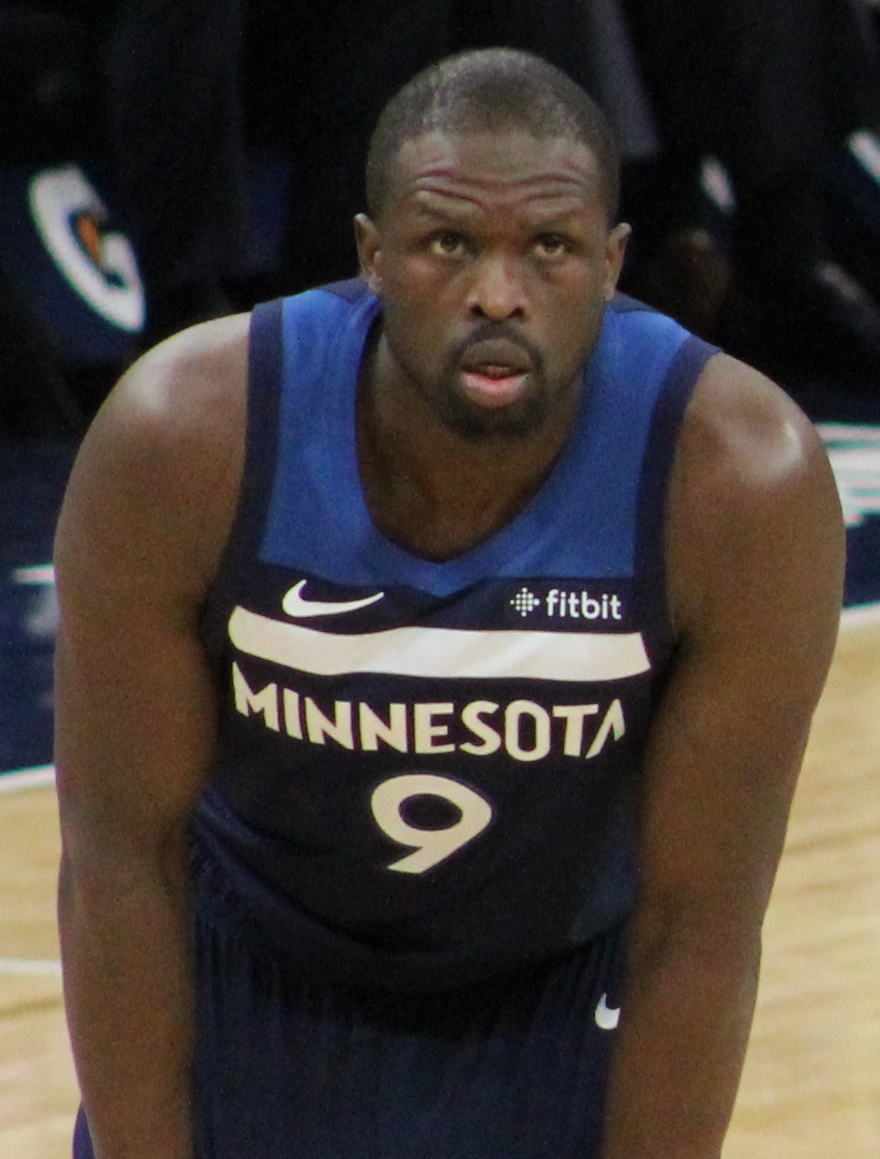
Luol Deng (* 1985)

- Deng, Mengnü († 165), chinesische Kaiserin der Han-Dynastie
- Deng, Mengrong (* 1990), chinesische Gewichtheberin
- Deng, Pufang (* 1944), chinesischer Politiker, Sohn von Deng Xiaoping
- Deng, Qingming (* 1966), chinesischer Kampfpilot und Raumfahrer
- Deng, Rong (* 1950), chinesische Unternehmerin und Autorin
- Deng, Sanmu (1898–1963), chinesischer Siegelschnitzer und Kalligraph
- Deng, Shijie (* 1989), chinesischer Sprinter
- Deng, Shudi (* 1991), chinesischer Kunstturner
- Deng, Si-an (* 1963), kanadische Badmintonspielerin chinesischer Herkunft
- Deng, Sui (81–121), chinesische Kaiserin
- Deng, Thomas (* 1997), australisch-südsudanesischer Fußballspieler
- Deng, Wei (* 1993), chinesische Gewichtheberin
- Deng, Wendi (* 1968), US-amerikanische Unternehmerin chinesischer HerkunftWendi Deng (* 1968)

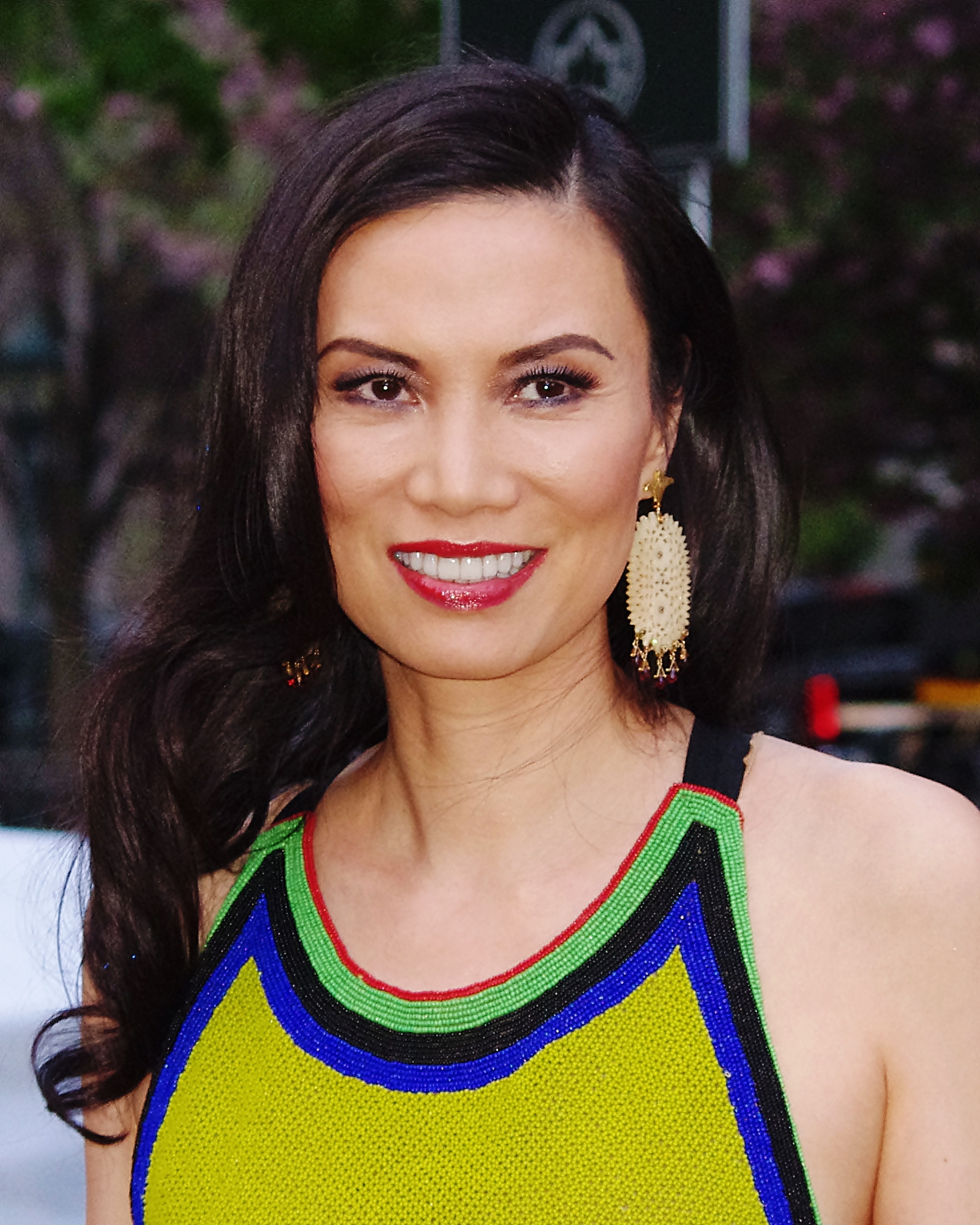
Wendi Deng (* 1968)

- Deng, Xuan (* 1992), chinesische Badmintonspielerin
- Deng, Yaping (* 1973), chinesische Tischtennisspielerin
- Deng, Yingchao (1904–1992), chinesische Politikerin, Ehefrau von Zhou Enlais
- Deng, Youmei (* 1931), chinesischer Schriftsteller
- Deng, Yu-cheng (* 1999), taiwanischer Bogenschütze
- Deng, Zhijian (* 2002), chinesischer Sprinter
- Deng, Zhongxia (1894–1933), chinesischer KP-Funktionär und Arbeiterführer
- Denga, Michael (* 1988), deutscher Rechtswissenschaftler und Hochschullehrer
- Dengel, Andreas (* 1961), deutscher Informatiker und Hochschullehrer sowie Geschäftsführender Direktor des Deutschen Forschungszentrum für Künstliche Intelligenz
- Dengel, Anna (1892–1980), österreichische Ärztin und Ordensgründerin
- Dengel, Christoph (* 1974), deutscher Fußballspieler
- Dengel, Friedrich Wilhelm (* 1741), deutscher Theaterschauspieler
- Dengel, Georg (1901–1987), deutscher Filmpionier
- Dengel, Ignaz Philipp (1872–1947), österreichischer Historiker
- Dengel, Jake (1933–1994), US-amerikanischer Schauspieler
- Dengel, Karl Gustav (1786–1852), deutscher Beamter und Schriftsteller
- Dengel, Marcel (* 1967), österreichischer Künstler und Fotograf
- Dengel, Oskar Rudolf (1899–1964), deutscher Verwaltungsjurist
- Dengel, Philipp (1888–1948), deutscher Politiker (KPD), MdR und Journalist
- Denger, Fred (1920–1983), deutscher Schriftsteller und DrehbuchautorFred Denger (1920–1983)

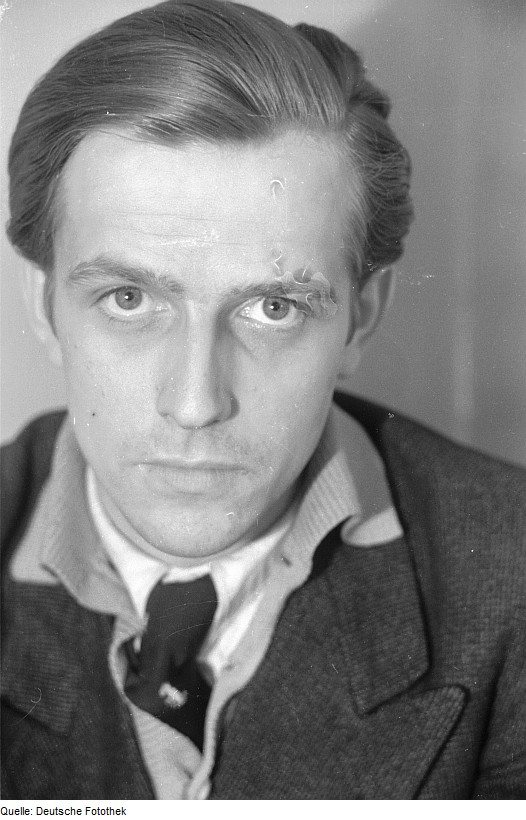
Fred Denger (1920–1983)

- Dengg, Alois (1863–1944), österreichischer Politiker (GdP), Abgeordneter zum Nationalrat
- Dengg, Annemarie (1920–2011), österreichische Politikerin (ÖVP), Landtagsabgeordnete
- Dengg, Franz (1928–2024), deutscher Skispringer
- Dengg, Gertrude (1885–1953), österreichische Bildhauerin und Keramikerin
- Dengg, Günther (* 1973), österreichischer Biathlet und Skilangläufer
- Dengg, Michael (1879–1974), österreichischer Bauer, Maurer und Schriftsteller
- Dengis, Jean-Luc (* 1950), belgischer Numismatiker
- Dengizich, Sohn des Hunnenkönigs Attila
- Dengláz, Anton Wittmann von (1771–1842), österreichischer Agronom und Fachschriftsteller
- Dengler, Alfred (1874–1944), deutscher Forstwissenschaftler
- Dengler, Anton (1852–1914), Bürgermeister von Godesberg
- Dengler, Carina (* 1994), deutsche Schauspielerin und Sängerin volkstümlicher MusikCarina Dengler (* 1994)

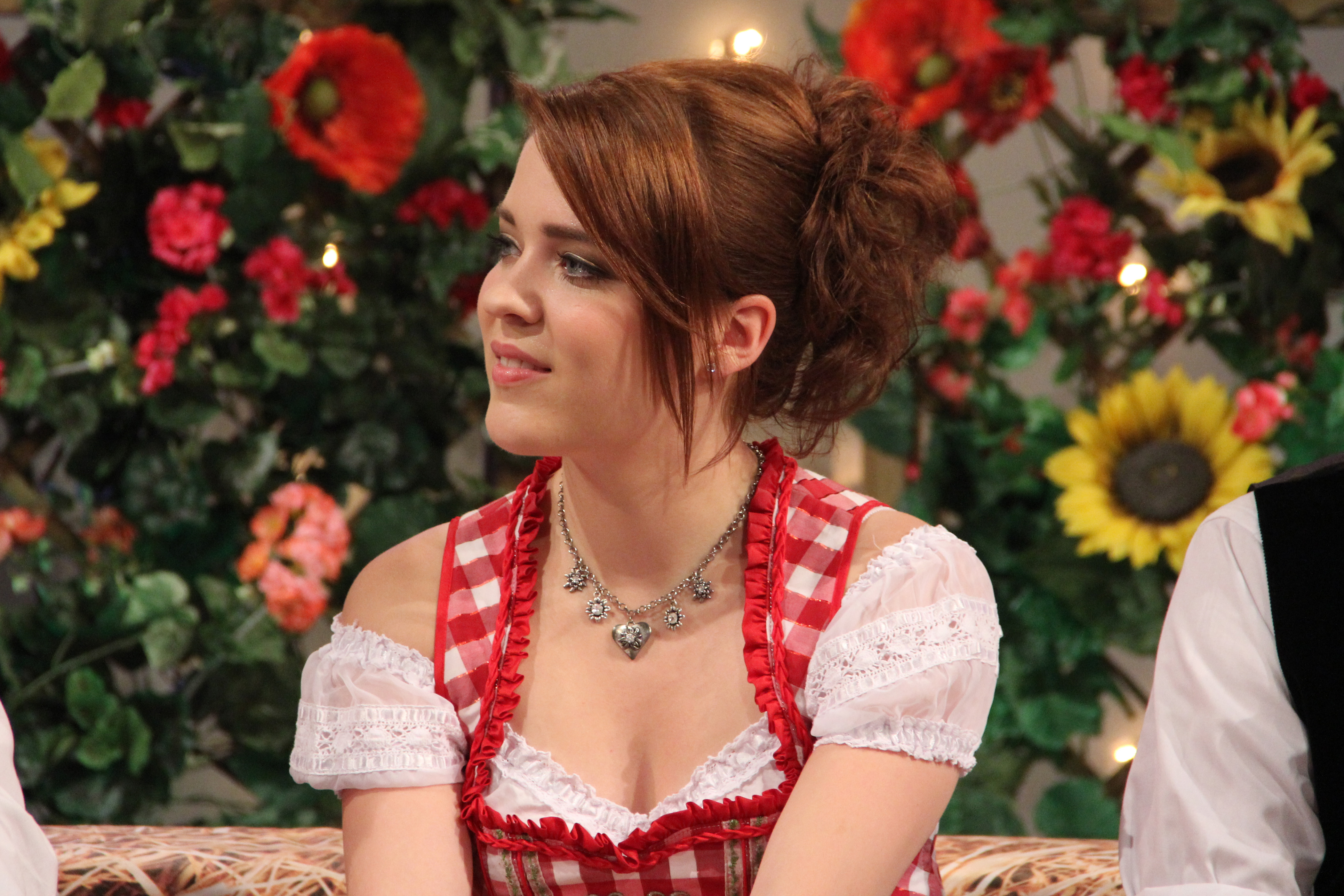
Carina Dengler (* 1994)

- Dengler, Carlos (* 1974), US-amerikanischer Bassist
- Dengler, Dieter (1938–2001), US-amerikanischer Kampfpilot deutscher Abstammung
- Dengler, Franz (1890–1963), österreichisch-böhmischer Trompeter
- Dengler, Georg (1839–1896), deutscher römisch-katholischer Priester, Domvikar und Kunstreferent des Bistums Regensburg
- Dengler, Gerd (* 1939), deutscher Maler
- Dengler, Gerhard (1914–2007), deutscher Journalist, Vizepräsident der Nationalen Front
- Dengler, Hans-Herbert (1905–1982), deutscher Jurist, Landrat und Polizeibeamter
- Dengler, Johann Josef (1921–2011), österreichischer Diplomat
- Dengler, John (1927–1994), US-amerikanischer Jazzmusiker
- Dengler, Josef (1894–1976), österreichischer Politiker (CSP, ÖVP), Abgeordneter zum Nationalrat, Mitglied des Bundesrates
- Dengler, Jürgen (* 1967), deutscher Biologe, Botaniker und Hochschullehrer
- Dengler, Leopold (1812–1866), deutscher Forstwirt und Sachbuchautor
- Dengler, Susanne (* 1964), österreichische Sopranistin und Musicaldarstellerin
- Dengler, Theodor (1867–1902), deutscher Genre- und Porträtmaler sowie Kunstpädagoge
- Dengler, Veit (* 1968), österreichischer Manager und Politiker
- Dengler, Verena (* 1981), österreichische bildende Künstlerin
- Dengler, Wilhelm (1889–1951), deutscher Politiker (SPD), MdL
- Dengler-Paar, Margit (* 1970), deutsche Rennrodlerin, Rodeltrainerin und Kommunikationsmanagerin
- Dengler-Schreiber, Karin (* 1947), deutsche Historikerin
- Dengra, Serafín (* 1961), argentinischer Rugbyspieler
- Dengscherz, Dajana (* 1996), österreichische Skirennläuferin
- Dengscherz, Helmar (1931–2006), deutscher Lehrer und Politiker (SPD)
- Denguiadé, Catherine (* 1949), zentralafrikanische First Lady und Monarchengattin

### Denh
- Denham, Christopher, US-amerikanischer Schauspieler, Regisseur, Filmproduzent und Drehbuchautor
- Denham, Dixon (1786–1828), englischer Afrikaforscher
- Denham, Edward Brandis (1876–1938), britischer Kolonialadministrator
- Denham, Henry Mangles (1800–1887), britischer Admiral
- Denham, Jay, US-amerikanischer Techno-DJ
- Denham, Jeff (* 1967), US-amerikanischer Politiker
- Denham, John (1615–1669), irischer Schriftsteller
- Denham, John (* 1953), britischer Politiker (Labour Party), Mitglied des House of Commons
- Denham, Maurice (1909–2002), britischer Schauspieler
- Denham, Oliver (* 2002), walisischer Fußballspieler
- Denham, Susan (* 1945), irische Chief Justice
- Denhard, Bernhard (1809–1872), deutscher Lehrer und Abgeordneter
- Denhard, Wilhelm (1807–1879), deutscher Politiker
- Denhard, Wilhelm (1876–1944), deutscher Finanzbeamter
- Denhardt, Clemens (1852–1929), deutscher Afrikaforscher
- Denhardt, Gustav (1856–1917), deutscher Afrikaforscher
- Denhardt, Henry (1876–1937), US-amerikanischer Politiker
- Denhardt, Rudolf (1845–1908), deutscher Sprachtherapeut
- DenHartog-Wonsavage, Dorcas (* 1965), US-amerikanische Skilangläuferin
- Denhez, Aimable jr. (1941–1985), französischer Radrennfahrer
- Denhof, Robert (* 1945), deutsch-russischer Komponist
- Denhoff, Jan Kazimierz (1649–1697), Kardinal
- Denhoff, Jerzy Albrecht (1640–1702), polnischer Geistlicher und Bischof von Krakau
- Denhoff, Johannes (* 1958), deutscher Violinist
- Denhoff, Michael (* 1955), deutscher Komponist und Cellist
- Denhoff, Stanisław Ernest (1679–1728), polnischer Kongresschwertträger, Vizehetman von Litauen, Woiwode von Polozk und Konföderationsmarschall der Konföderation von Sandomir
- Denhoff, Władysław (1639–1683), Kastellan von Kulm, Woiwode von Pommerellen, Schatzmeister von Preußen
- Denhoff, Zygmunt Ernest († 1655), Tafelvorschneider der polnischen Königin, Starost von Bromberg
- Denhollander, Rachael (* 1984), US-amerikanische Juristin und Turnerin
- Denholm, Aidan (* 2003), schottischer Fußballspieler
- Denholm, Frank E. (1923–2016), US-amerikanischer Politiker
- Denholm, Robyn (* 1963), australische Betriebswirtin und ManagerinRobyn Denholm (* 1963)

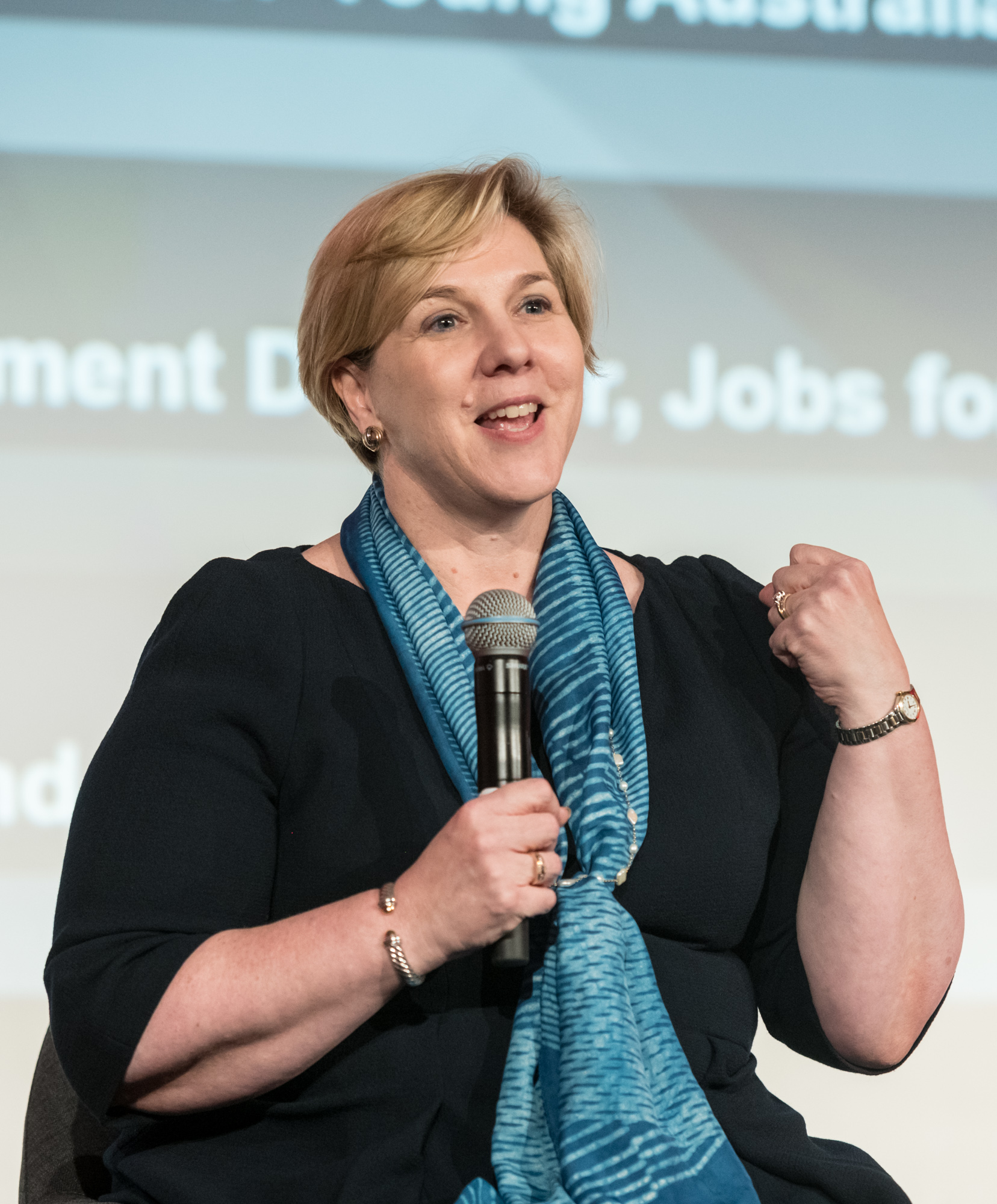
Robyn Denholm (* 1963)

### Deni
- Deni, Adolf, deutscher Fußballspieler
- Deni, Michael, US-amerikanischer Schauspieler, Musicaldarsteller und Filmproduzent
- Deni, Wiktor Nikolajewitsch (1893–1946), sowjetischer Satiriker, Karikaturist und Plakatkünstler
- Deniau, François Joseph Pierre (1936–2014), französischer Geistlicher, römisch-katholischer Bischof von Nevers
- Deniau, Jean-François (1928–2007), französischer Politiker der UDF, MdEP, Diplomat und Schriftsteller
- Deniau, Xavier (1923–2011), französischer Politiker (UNR, UDR, RPR), Mitglied der Nationalversammlung, MdEP
- Denić, Aleksandar (* 1963), serbischer Bühnenbildner und Filmarchitekt
- Đenić, Petar (* 1977), serbischer Fußballspieler
- Denich, Joachim (1560–1633), deutscher Rechtsgelehrter und Universitätsprofessor
- Denich, Kaspar (1591–1660), deutscher Rechtsgelehrter und Universitätsprofessor
- Denicke, August (1863–1928), deutscher Bauingenieur, Reichsbahndirektionspräsident
- Denicke, David (1603–1680), deutscher Jurist und Kirchenlieddichter
- Denicke, Heinrich (1856–1943), deutscher Jurist, Kommunalpolitiker, Bürgermeister und Oberbürgermeister der Stadt Harburg
- Denicke, Moritz von (1811–1894), deutscher Landrat, Verwaltungsjurist und Politiker
- Denicke, Wilhelm (1852–1924), Bürgermeister der Stadt Celle
- Denicolà, Luca (* 1981), Schweizer Fußballspieler
- DeNicola, Tony (1927–2006), US-amerikanischer Jazz-Schlagzeuger und Musikpädagoge
- Denicolò, Herbert (1945–2018), italienischer Politiker (SVP)
- Denicourt, Marianne (* 1966), französische Schauspielerin
- Denier, Lydie (* 1964), französisch-US-amerikanische Schauspielerin und Model
- Denifl, Stefan (* 1987), österreichischer Radrennfahrer
- Denifl, Wilhelm (* 1980), österreichischer Nordischer Kombinierer
- Denifle, Heinrich (1844–1905), Kirchenhistoriker und Dominikaner
- Denijs, Tanneke, niederländische Mystikerin und Autorin religiöser Werke
- Deniker, Joseph (1852–1918), russisch-französischer Anthropologe und Rassentheoretiker
- Deniker, Pierre (1917–1998), französischer Psychiater
- Denikin, Anton Iwanowitsch (1872–1947), Generalleutnant in der kaiserlich-russischen Armee, Kommandeur der Weißen ArmeeAnton Iwanowitsch Denikin (1872–1947)

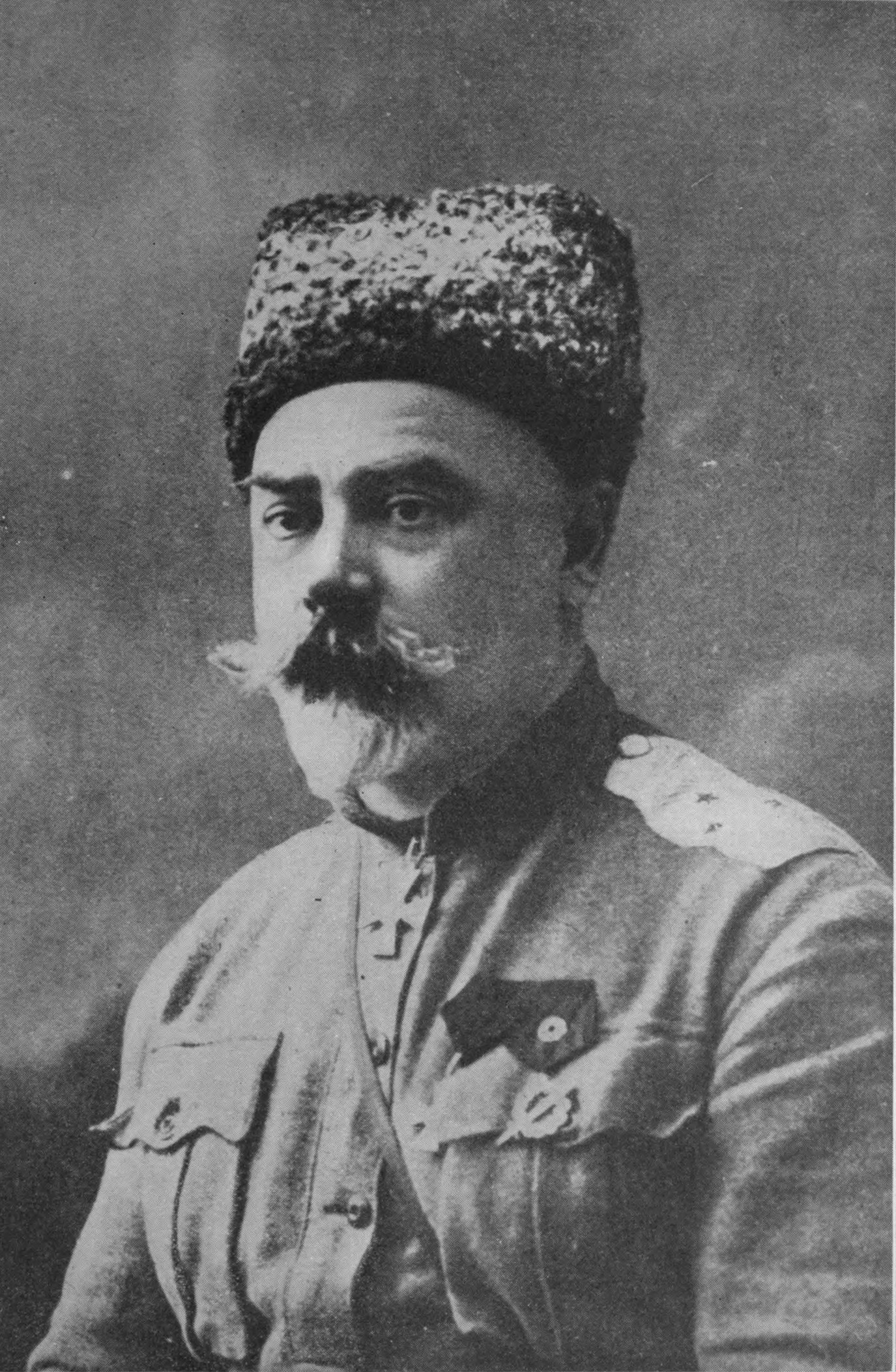
Anton Iwanowitsch Denikin (1872–1947)

- Denílson (* 1977), brasilianischer Fußballspieler
- Denílson, Deyvison (* 1988), brasilianischer Fußballspieler
- Denina, Carlo (1731–1813), italienischer Philologe, Historiker
- Dening, Emanuel (* 1988), argentinischer Fußballspieler
- Dening, Nikolai (1951–2021), kasachischer Politiker
- Deninger, Carl (1800–1859), Landtagsabgeordneter Großherzogtum Hessen
- Deninger, Carl-Franz (1827–1895), deutscher Chemiker, Lederfabrikant und Abgeordneter der 1. Kammer der Landstände des Großherzogtums Hessen
- Deninger, Christopher (* 1958), deutscher Mathematiker
- Deninger, Hermann (1894–1967), Rauchwarenkaufmann in Frankfurt am Main, diverse Vorstandsämter der Wirtschaft, engagierter Philatelist
- Deninger, Karl (1878–1917), deutscher Geologe und Paläontologe
- Deninger, Maria Benedikta (* 1939), österreichische Gründungspriorin und Äbtissin der Zisterzienserinnen-Abtei Marienfeld
- Deninger-Polzer, Gertrude (* 1936), deutsche Religionswissenschaftlerin und Religionstheologin
- Denington, Evelyn, Baroness Denington (1907–1998), britische Politikerin
- Deninzon, Joe (* 1974), US-amerikanischer Jazzmusiker und Komponist
- Denio, Amy (* 1961), US-amerikanische Musikerin
- Denious, Jess C. (1879–1953), US-amerikanischer Politiker
- Denis, Azellus (1907–1991), kanadischer Politiker und Rechtsanwalt
- Denis, Billy (* 1998), belgischer Eishockeyspieler
- Denis, Catalina (* 1985), kolumbianisches Model und Schauspielerin
- Denis, Claire (* 1946), französische Filmregisseurin und DrehbuchautorinClaire Denis (* 1946)

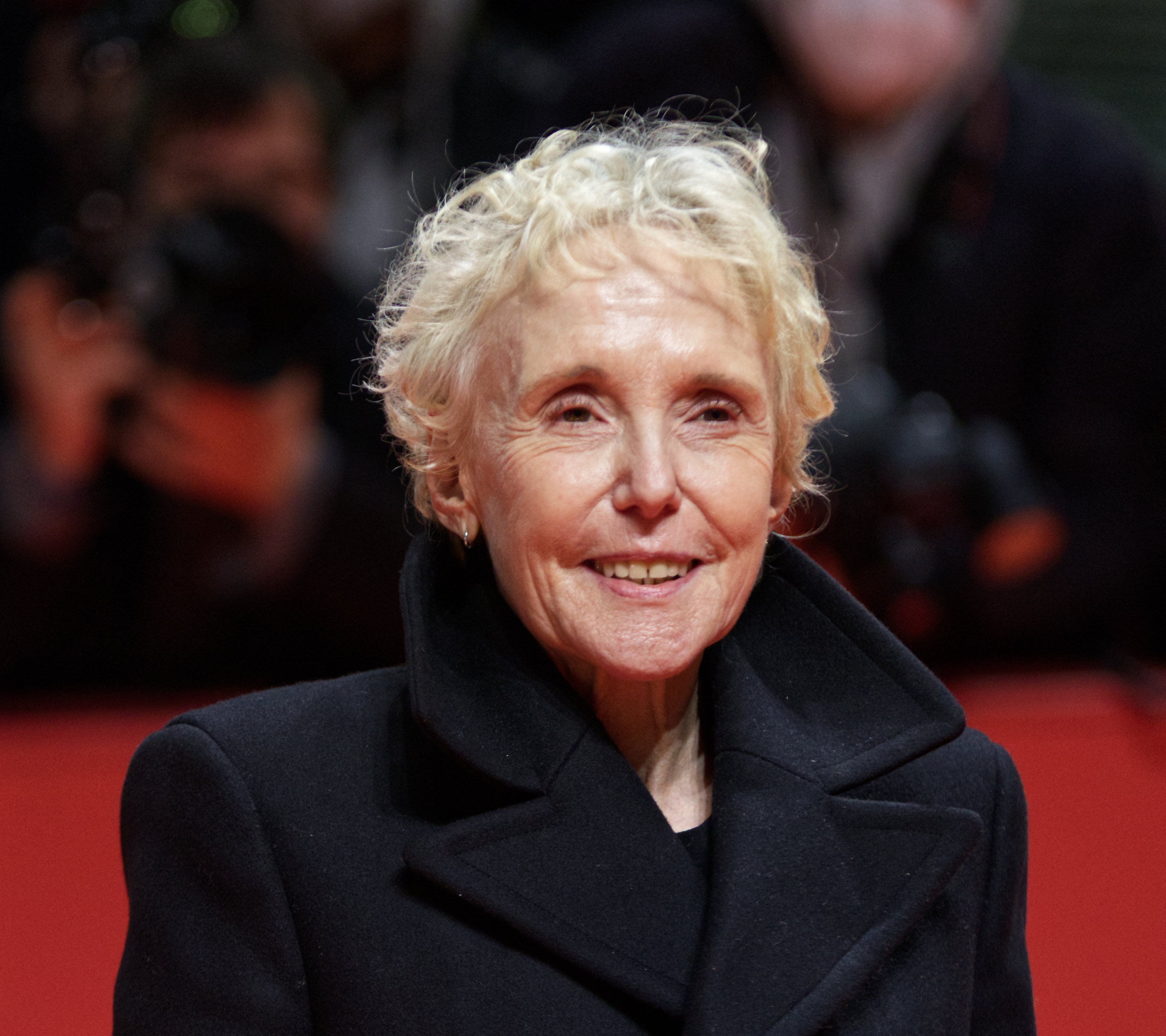
Claire Denis (* 1946)

- Denis, Diego (* 1990), uruguayischer Fußballspieler
- Denis, Elisabeth (1900–1969), deutsche Sozialarbeiterin
- Denis, Emiliano (* 1991), uruguayischer Fußballspieler
- Denis, Epiphane (1823–1891), belgischer Landschaftsmaler der Düsseldorfer Schule
- Denis, Ernest (1849–1921), französischer Historiker
- Denis, Ferdinand (1736–1805), deutscher Kartograph und Ingenieuroffizier
- Denis, Germán (* 1981), argentinischer Fußballspieler
- Dénis, Harry (1896–1971), niederländischer Fußballspieler
- Denis, Henri Benoît Thuan (1880–1933), französischer römisch-katholischer Geistlicher und Klostergründer in Vietnam
- Denis, Jacques (1943–2015), französischer Schauspieler
- Denis, Jean-Baptiste († 1704), französischer Arzt Ludwigs XIV., erste dokumentierte Bluttransfusion
- Denis, Jean-Claude (* 1951), französischer Comiczeichner
- Denis, Lætitia (* 1988), französische Leichtathletin
- Denis, Luis, uruguayischer Fußballspieler
- Denis, Marc (* 1977), kanadischer Eishockeytorwart und -trainer
- Denis, Marcel (1923–2002), belgischer Comiczeichner und Maler
- Denis, Maria (1916–2004), italienische Schauspielerin
- Denis, Maurice (1870–1943), französischer Maler des SymbolismusMaurice Denis (1870–1943)

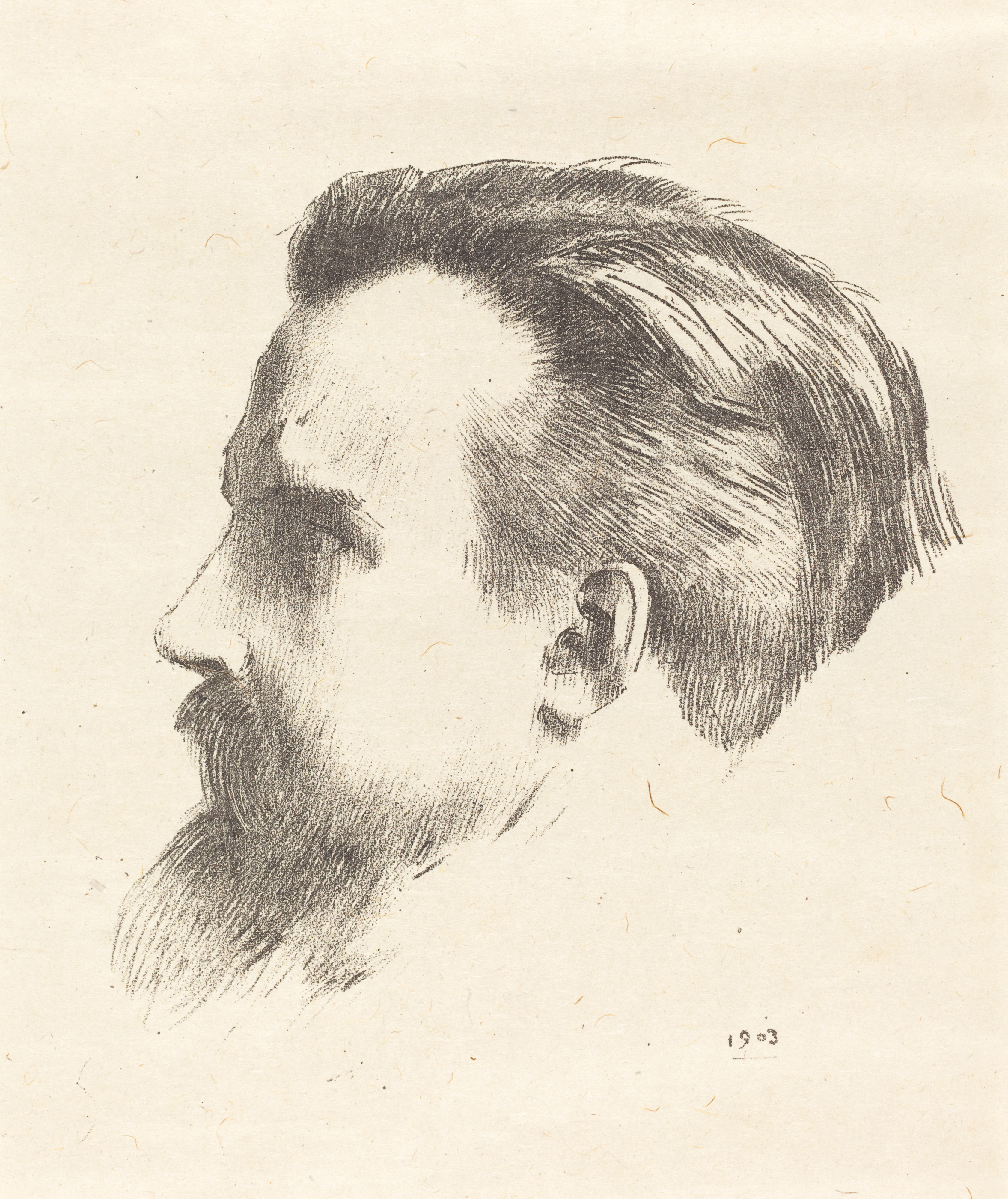
Maurice Denis (1870–1943)

- Denis, Michael (1729–1800), österreichischer Jesuit, Autor, Übersetzer, Bibliothekar und Zoologe
- Denis, Modesto (1901–1956), paraguayischer Fußballtorwart
- Denis, Nicola (* 1972), deutsche Literaturübersetzerin aus dem Französischen ins Deutsche und Autorin
- Denis, Óscar (* 1946), paraguayischer Politiker
- Denis, Paul († 2024), haitianischer Politiker und Justizminister
- Denis, Paul Camille von († 1872), französischer Ingenieur und Eisenbahnpionier
- Dénis, Pierre († 1700), Fontänenmeister und Wasserbauingenieur in Herrenhausen vor Hannover sowie in Celle
- Denis, Pierre (1828–1907), französischer Kommunarde
- Denis, Thomas (* 1997), französischer Radsportler
- Denis, Victor (* 1900), belgischer Ruderer
- Denis-Winkler, Stella (* 1980), deutsche Schauspielerin, Sprecherin und Filmemacherin
- Denise (* 1958), deutsche Schlagersängerin und -Texterin
- Denise, Nikita (* 1976), slowakisch-US-amerikanische Pornodarstellerin und -regisseurin
- Denisenka, Aleksandras, litauischer Fußballspieler
- Denish, Diane (* 1949), US-amerikanische Politikerin
- Denisiuk, Justyn (* 1960), polnischer Eishockeyspieler
- Denisjuk, Juri Nikolajewitsch (1927–2006), russischer Physiker, Erfinder der Weißlichtholografie
- Denisof, Alexis (* 1966), US-amerikanischer SchauspielerAlexis Denisof (* 1966)

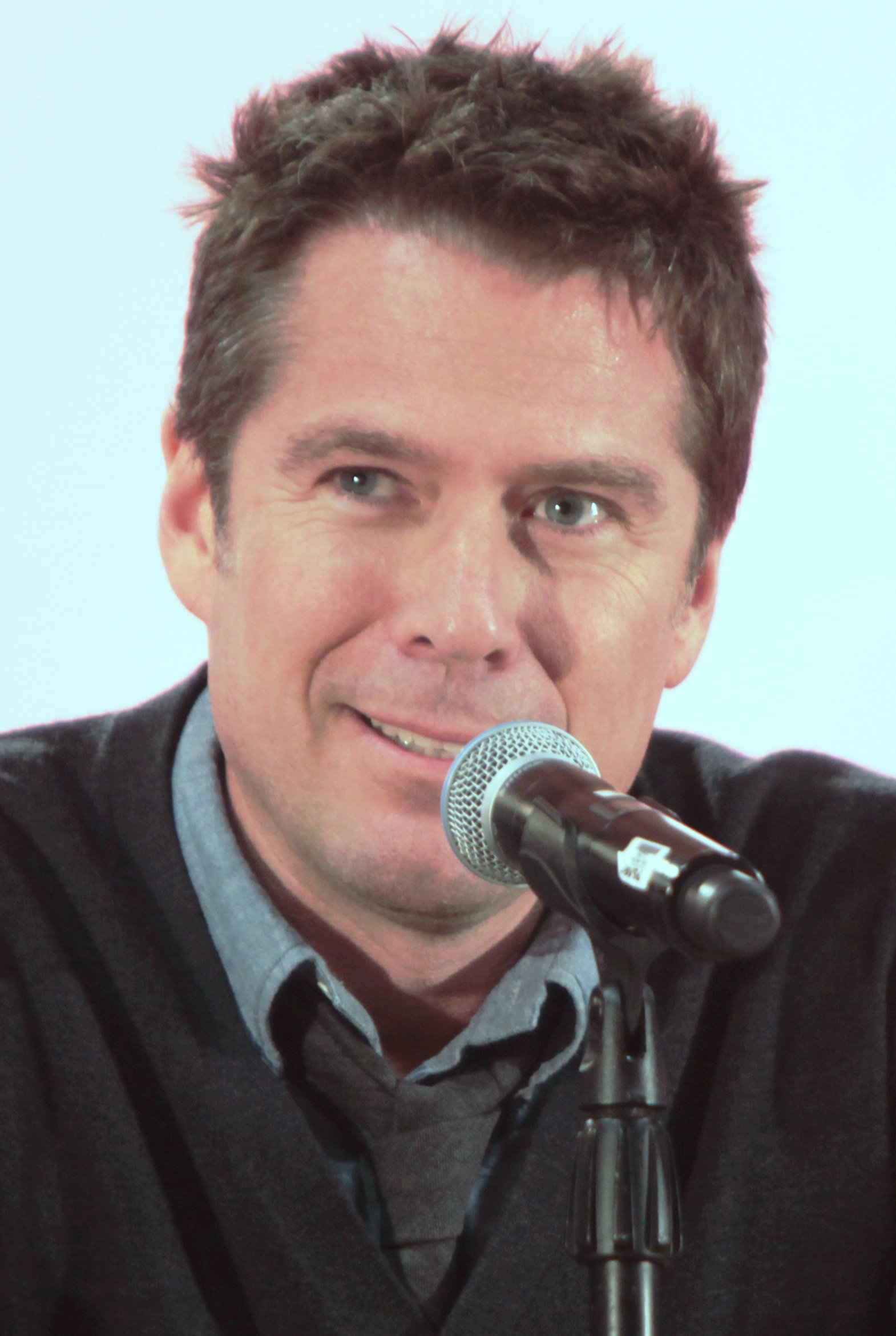
Alexis Denisof (* 1966)

- Denison, Andrew (* 1962), US-amerikanischer Politikwissenschaftler, Kommentator und Publizist in Deutschland
- Denison, Anthony John (* 1949), US-amerikanischer Schauspieler
- Denison, Charles (1818–1867), US-amerikanischer Politiker
- Denison, Dudley Chase (1819–1905), US-amerikanischer Jurist und Politiker
- Denison, Edward E. (1873–1953), US-amerikanischer Politiker
- Denison, George (1790–1831), US-amerikanischer Politiker
- Denison, Henry Willard (1846–1914), US-amerikanischer Rechtsanwalt in Japan
- Denison, John, 1. Viscount Ossington (1800–1873), britischer Politiker (Liberal Party), Sprecher des House of Commons
- Denison, Leslie (1905–1992), britischer Schauspieler
- Denison, Michael (1915–1998), britischer Schauspieler
- Denison, William (1804–1871), britischer Gouverneur
- Denisot, Nicolas (1515–1559), französischer Schriftsteller und Maler
- Denisov, Ivan (* 1996), usbekischer Dreispringer
- Denisov, Vitaliy (* 1987), usbekischer Fußballspieler
- Denisova, Elena (* 1963), österreichische Violinistin
- Denisse, Jean-François (1915–2014), französischer Astronom
- Denissel, Simon (* 1990), französischer Mittelstreckenläufer
- Denissenko, Alexei Alexejewitsch (* 1993), russischer Taekwondoin
- Denissenko, Wassili Konstantinowitsch (1915–1996), sowjetischer Offizier
- Denissjew, Alexander Wladimirowitsch (* 1991), russischer Rennrodler
- Denissow, Daniil Sergejewitsch (* 2002), russischer Fußballspieler
- Denissow, Denis Walerjewitsch (* 1981), russischer Eishockeyspieler
- Denissow, Edisson Wassiljewitsch (1929–1996), russischer Komponist
- Denissow, Igor Wladimirowitsch (* 1984), russischer Fußballspieler
- Denissow, Kirill Georgijewitsch (* 1988), russischer Judoka
- Denissow, Nikolai Wiktorowitsch (1917–1982), sowjetischer Künstler
- Denissow, Sergei Alexejewitsch (* 1990), russischer Eishockeytorwart
- Denissow, Wiktor Wiktorowitsch (* 1966), sowjetischer Kanute
- Denissow, Witali Walerjewitsch (* 1976), russischer Skilangläufer
- Denissow, Wladimir Gennadjewitsch (* 1947), russisch-sowjetischer Florettfechter
- Denissowa, Ljubow (* 1971), russische Marathonläuferin
- Denissowa, Ljudmyla (* 1960), ukrainische Juristin und Politikerin
- Denissowa, Uljana Wiktorowna (* 1983), russische Biathletin
- Denissowa-Schtschadenko, Marija Alexandrowna (1894–1944), russisch-sowjetische Künstlerin und Bildhauerin
- Denitch, Bogdan (1929–2016), US-amerikanischer Soziologe jugoslawischer Herkunft
- Déniz Hernández, Cristóbal (* 1969), spanischer römisch-katholischer Geistlicher, Weihbischof auf den Kanarischen Inseln
- Deniz, Atiye (* 1988), deutsche PopsängerinAtiye Deniz (* 1988)

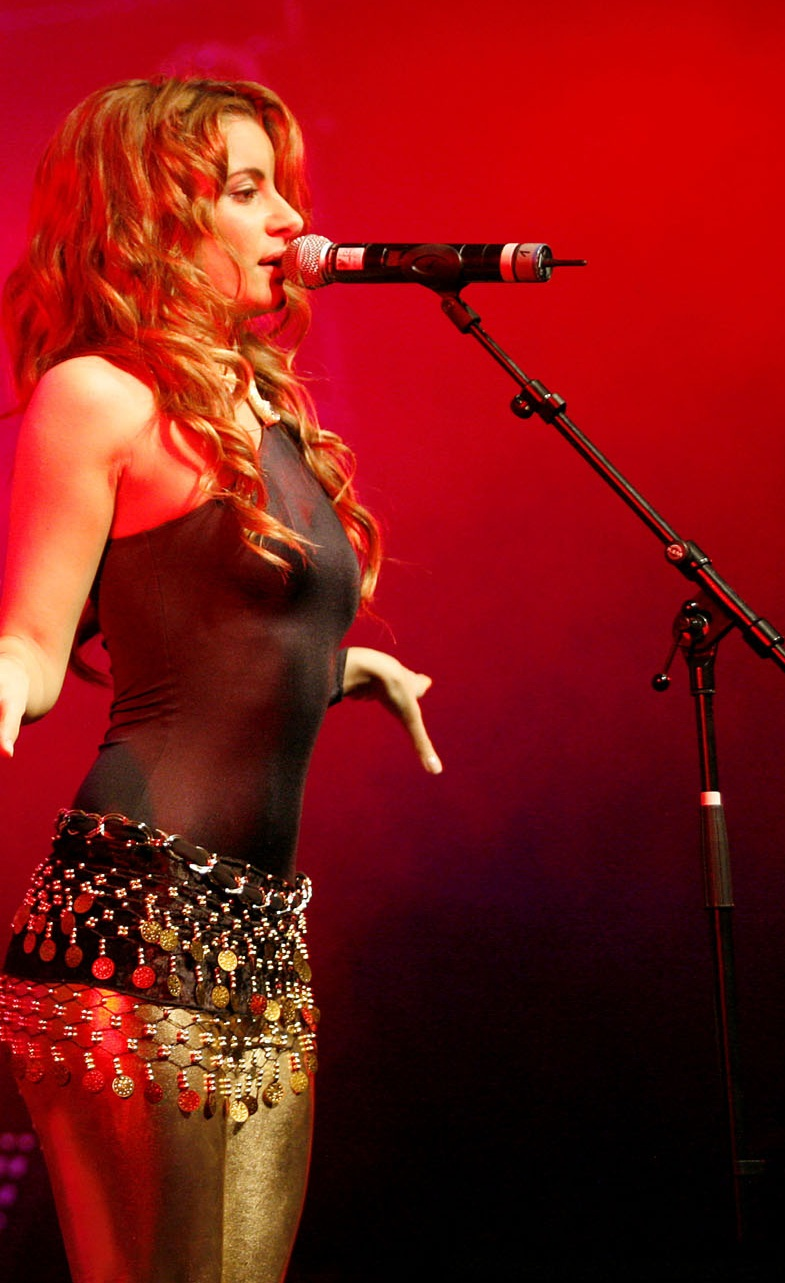
Atiye Deniz (* 1988)

- Deniz, Aytaç (* 1989), türkischer Fußballspieler
- Deniz, Burak (* 1991), türkischer Schauspieler und Model
- Deniz, Dilan Çiçek (* 1995), türkische Schauspielerin und Model
- Deniz, Fuat (1967–2007), aramäischer Soziologe und Schriftsteller
- Deniz, Furkan (* 1995), türkischer Fußballspieler
- Deniz, İsmail (* 1979), deutsch-türkischer Theater- und Filmschauspieler
- Deniz, Jonathan (* 1990), uruguayischer Fußballspieler
- Deniz, Leslie (* 1962), US-amerikanische Diskuswerferin

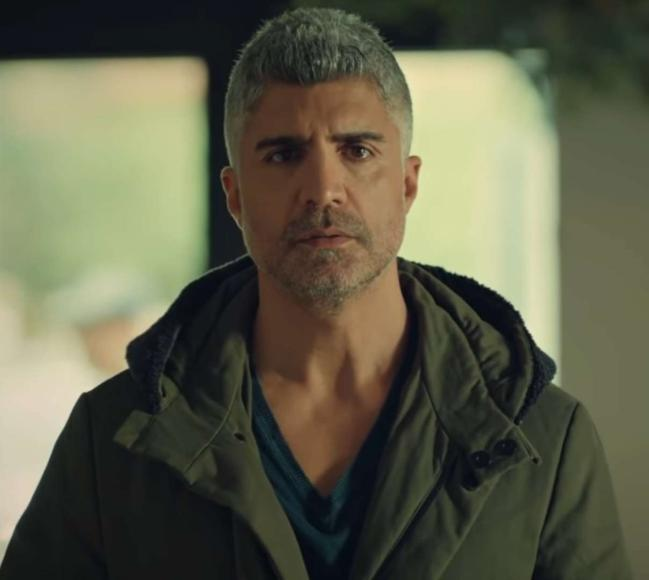
Özcan Deniz (* 1972)

- Deniz, Nilay (* 1993), türkische Schauspielerin
- Deniz, Okan (* 1994), türkischer Fußballspieler
- Deniz, Özcan (* 1972), türkischer Sänger und SchauspielerÖzcan Deniz (* 1972)
- Deniz, Pınar (* 1993), türkische Schauspielerin
- Deniz, Serdar (* 1990), türkischer Fußballspieler
- Deniz, Tunay (* 1994), deutsch-türkischer Fußballspieler
- Denizci, Ali Kemal (* 1950), türkischer Fußballspieler und -trainer
- Denizci, Gizem (* 1988), türkische Schauspielerin
- Denizci, Nermin (* 1955), türkische Schauspielerin
- Denizci, Osman (* 1957), türkischer Fußballspieler und -trainer
- Denizer, Tunç (* 1967), deutscher Theaterregisseur und -autor, Schauspieler, Kabarettist und Comedian
- Denizeri, Birol, türkischer Autor
- Denizli, Mustafa (* 1949), türkischer Fußballspieler und -trainer
- Denizyaran, Hasan (* 1993), türkischer Schauspieler

### Denj
- Denjoy, Arnaud (1884–1974), französischer Mathematiker

### Denk
- Denk, André (* 1967), deutscher Soldat
- Denk, Andreas (1959–2021), deutscher Architekturhistoriker, Architekturtheoretiker und Journalist
- Denk, August (1852–1926), österreichischer Politiker (DnP), Abgeordneter zum Nationalrat
- Denk, Birgit (* 1971), österreichische Sängerin und TexterinBirgit Denk (* 1971)

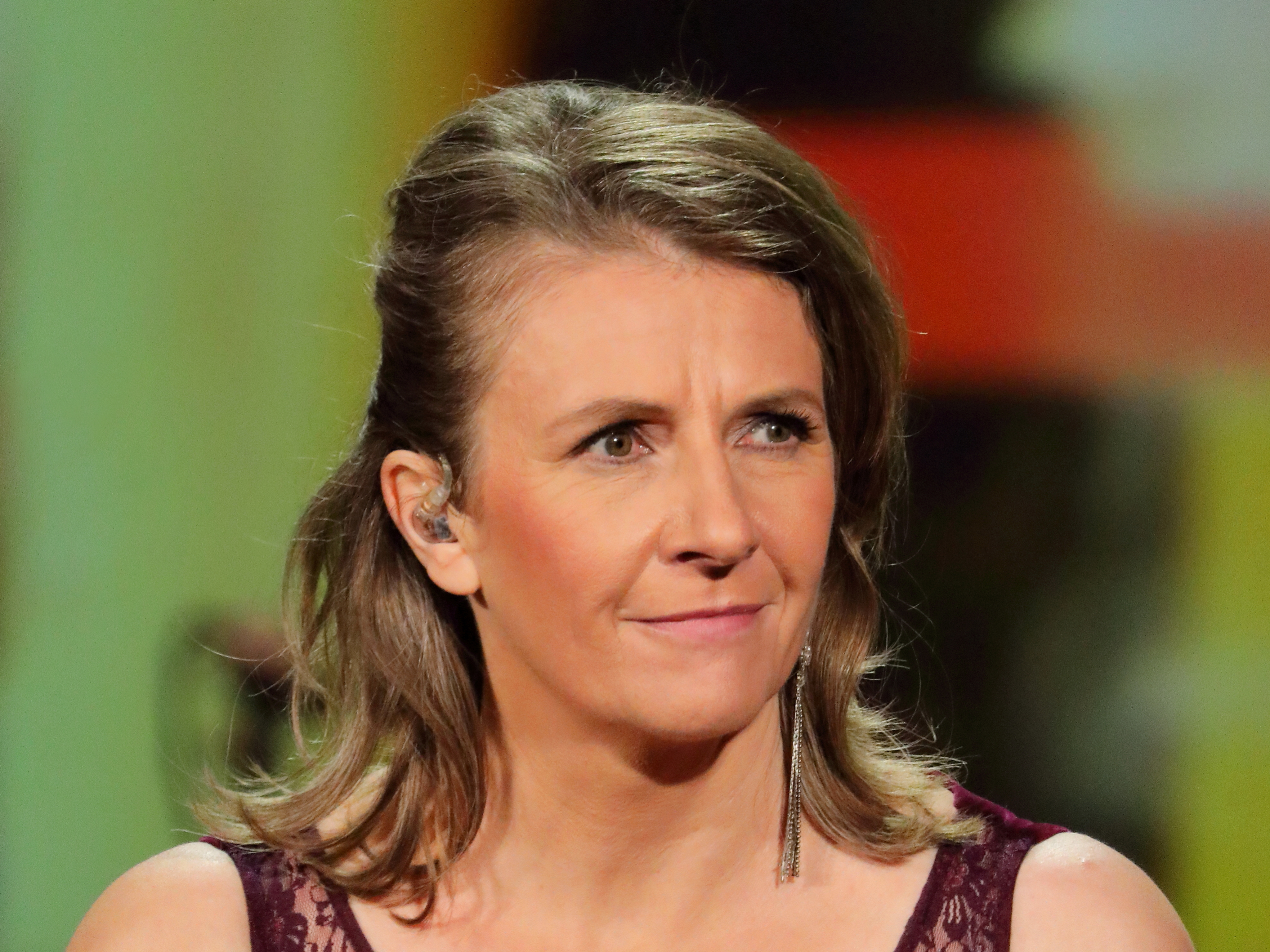
Birgit Denk (* 1971)

- Denk, Florian (1884–1962), österreichischer Landwirt und Politiker (ÖVP), Landtagsabgeordneter
- Denk, Friedrich (* 1942), deutscher Studiendirektor im Ruhestand und Schriftsteller
- Denk, Hans (1942–2019), österreichischer römisch-katholischer Priester und Weinexperte
- Denk, Hedwig (* 1888), österreichische Kunsthandwerkerin, Textilkünstlerin und Grafikerin
- Denk, Helmut (* 1940), österreichischer Pathologe
- Denk, Johannes (1886–1964), deutscher Jurist und Diplomat
- Denk, Josef (1801–1872), deutscher Theaterschauspieler
- Denk, Josef (1849–1927), deutscher Philologe und Theologe
- Denk, Martin von (1854–1935), bayerischer General der Artillerie
- Denk, Paula (1908–1978), deutsche Schauspielerin
- Denk, Ralph (* 1973), deutscher Radsportmanager
- Denk, Robert (1916–1953), deutscher Elektriker und Erfinder
- Denk, Rudolf (* 1944), deutscher Germanist und Hochschullehrer
- Denk, Siegfried (1951–1982), österreichischer Radrennfahrer
- Denk, Ulrike (* 1964), deutsche Hürdenläuferin
- Denk, Viktor Martin Otto (1853–1918), deutscher Schriftsteller und Redakteur
- Denk, Winfried (* 1957), deutscher Physiker und Neurobiologe
- Denk, Wolfgang (1882–1970), österreichischer Chirurg
- Denk, Wolfgang (1947–2023), österreichischer Künstler und Museumsleiter
- Denke, Karl (1860–1924), deutscher SerienmörderKarl Denke (1860–1924)

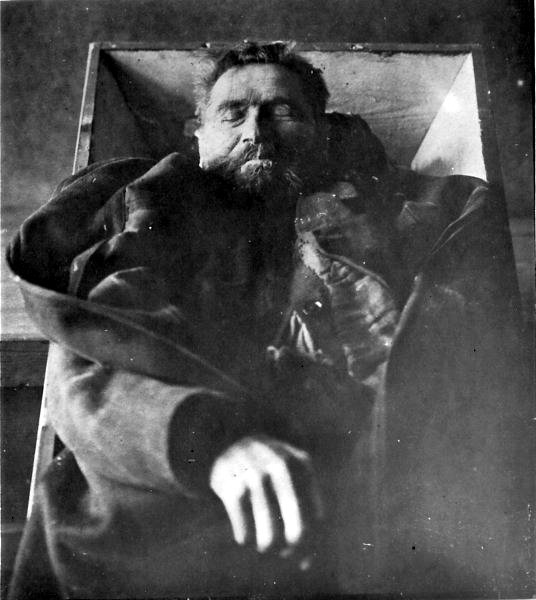
Karl Denke (1860–1924)

- Denker, Alfred (1863–1941), deutscher Mediziner
- Denker, Arnold (1914–2005), US-amerikanischer Schachspieler
- Denker, Heinrich (1857–1930), deutscher Gymnasiallehrer
- Denker, Manfred (* 1944), deutscher Mathematiker
- Denker, Marie (1810–1882), deutsche Theaterschauspielerin
- Denker, Martin (* 1976), deutscher Künstler
- Denker, Max (1893–1956), deutscher Politiker (SPD)
- Denker, Monika (* 1971), deutsche Fußballspielerin und Nationalspielerin
- Denker, Rolf (1932–1999), deutscher Philosoph und Psychoanalytiker
- Denker, Silvana (* 1984), deutsche Fotografin, Curvy-Model und BodyLove-Aktivistin
- Denkert, Kurt (1929–2017), deutscher Verwaltungsbeamter und Politiker (SPD), MdL
- Denkert, Walter (1897–1982), deutscher Offizier, zuletzt Generalleutnant im Zweiten Weltkrieg
- Denkewitz, Alfred (* 1897), deutscher Fußballspieler
- Denkey, Kévin (* 2000), togoischer Fußballspieler
- Denkhaus, Lotte (1905–1986), deutsche Pfarrfrau und Schriftstellerin
- Denkhaus, Ulrich (1938–2013), deutscher Pfarrer und Physiker
- Denkhausen, Elisabeth (1847–1904), deutsche Sängerin (Mezzosopran) und Theaterschauspielerin
- Denkinger, Bernhard (* 1956), österreichischer Architekt und Ausstellungsgestalter
- Denkinger, Claudia (* 1978), Ärztin und Forscherin für Infektionskrankheiten und Tropenmedizin
- Denkinger, Jakob (1589–1660), Abt des Chorherrenstifts Kreuzlingen
- Denkler, Horst (* 1935), deutscher Germanist
- Denklinger, Ulrich († 1347), Abt des Klosters St. Mang
- Denkow, Nikolaj (* 1962), bulgarischer Akademiker, Physikochemiker und Politiker
- Denkowa, Albena (* 1974), bulgarische Eiskunstläuferin
- Denks, Fritz (1911–2006), deutscher Politiker (SPD), MdL
- Denkscherz, Adolf (1899–1941), österreichischer Mechaniker und Opfer des Holocaust
- Denktaş, Rauf (1924–2012), türkisch-zyprischer PolitikerRauf Denktaş (1924–2012)

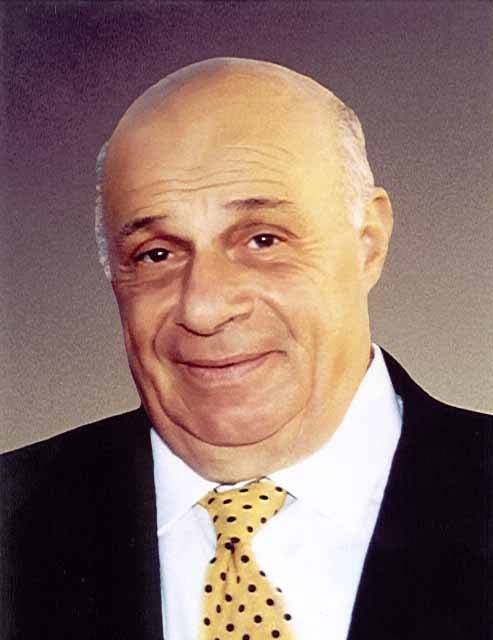
Rauf Denktaş (1924–2012)

- Denktaş, Serdar (* 1959), zyprisch-türkischer Politiker

### Denl
- Denley, Jim (* 1957), australischer Improvisationsmusiker (Holzblasinstrumente, Komposition)
- Denli, Jan (* 1997), Schweizer Tänzer und Entertainer
- Denli, Kemal (* 2000), türkischer Fußballspieler

### Denm
- Denman, Charles, 5. Baron Denman (1916–2012), britischer Peer und Politiker
- Denman, David (* 1973), US-amerikanischer SchauspielerDavid Denman (* 1973)

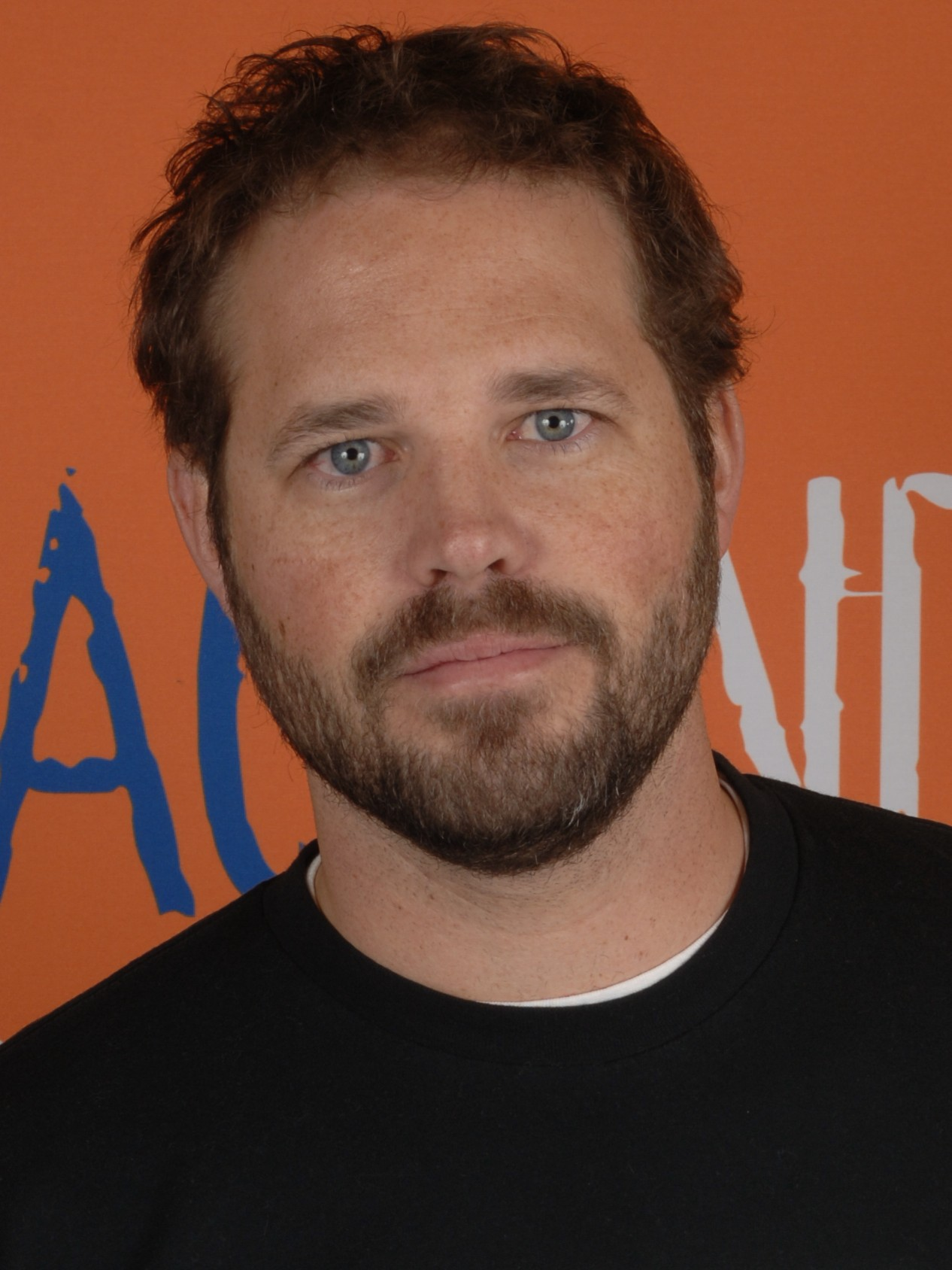
David Denman (* 1973)

- Denman, Frederick (1929–2022), US-amerikanischer Moderner Fünfkämpfer
- Denman, Helen (* 1976), australische Schwimmerin
- Denman, Stuart (* 1974), australischer Eishockeytorwart
- Denman, Thomas, 1. Baron Denman (1779–1854), britischer Politiker, Mitglied des House of Commons, Richter und Anwalt
- Denman, Thomas, 3. Baron Denman (1874–1954), Generalgouverneur Australiens
- Denman, Tony (* 1979), US-amerikanischer Schauspieler
- Denman, Ulysses G. (1866–1962), US-amerikanischer Jurist und Politiker
- Denmark, Harold A. (1921–2021), US-amerikanischer Entomologe und Acarologe
- Denmark, Leila (1898–2012), US-amerikanische Medizinerin
- Denmark, Matthew (* 1980), US-amerikanischer Volleyballspieler
- Denmark, Robert (* 1968), britischer Langstreckenläufer
- Denmark, Scott (* 1953), US-amerikanischer Chemiker

### Denn
- Denn, Matthew P. (* 1966), US-amerikanischer Politiker
- Dennant, Matthew (* 1991), englischer Dartspieler
- Dennard, Kenwood (* 1956), US-amerikanischer Jazzmusiker und Musikpädagoge
- Dennard, Oscar (1928–1960), US-amerikanischer Jazzpianist
- Dennard, Paris (* 1982), US-amerikanischer Politikberater, politischer Stratege und Redner
- Dennard, Robert H. (1932–2024), US-amerikanischer Elektroingenieur und Erfinder
- Denne-Baron, Pierre-Jacques-René (1780–1854), französischer Schriftsteller
- Denneau, Larry (* 1968), US-amerikanischer Astronom und Asteroidenentdecker
- Denneau, Monty (* 1948), US-amerikanischer Computerarchitekt
- Dennebault, Mademoiselle (1642–1708), französische Schauspielerin
- Dennebaum, Tonke (* 1974), deutscher römisch-katholischer Theologe und Hochschullehrer
- Denneboom, Romano (* 1981), niederländischer Fußballspieler
- Denneborg, Heinrich Maria (1909–1987), deutscher Dichter
- Dennehy, Brian (1938–2020), US-amerikanischer SchauspielerBrian Dennehy (1938–2020)

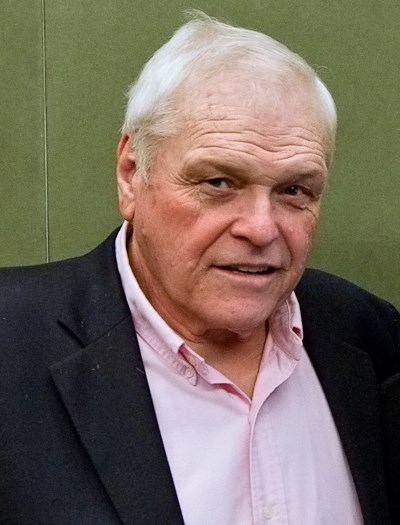
Brian Dennehy (1938–2020)

- Dennehy, Donnacha (* 1970), irischer Komponist
- Dennehy, Elizabeth (* 1960), US-amerikanische Schauspielerin
- Dennehy, John (* 1940), irischer Politiker (Fianna Fáil)
- Dennehy, Ned (* 1965), irischer Schauspieler
- Denneler, Iris (1955–2012), deutsche Germanistin
- Dennell, Robin (* 1947), britischer Prähistoriker
- Dennemarck, Bernd (* 1964), deutscher römisch-katholischer Theologe, Professor für Kirchenrecht und Rektor an der Theologischen Fakultät Fulda
- Dennen, Barry (1938–2017), US-amerikanischer Film- und Theaterschauspieler
- Dennen, Brett (* 1979), US-amerikanischer Folk- und Popsänger
- Denneny, Corb (1896–1963), kanadischer Eishockeyspieler
- Denneny, Cy (1891–1970), kanadischer Eishockeyspieler
- Denner, Ansgar (* 1960), deutscher Physiker
- Denner, Anton (* 1961), amerikanischer Jazzmusiker (Altsaxophon, Flöten)
- Denner, Balthasar (1685–1749), deutscher Maler
- Denner, Caren (* 1962), deutsche Juristin und Polizeipräsidentin in Karlsruhe
- Denner, Cäsar (1846–1914), Schweizer Kaufmann und Unternehmer
- Denner, Charles (1926–1995), französischer Schauspieler
- Denner, Esther († 1779), deutsche Malerin
- Denner, Jacob (1681–1735), Instrumentenbauer
- Denner, Jakob (1659–1746), deutscher mennonitischer Prediger
- Denner, Johann Christoph (1655–1707), deutscher Holzblasinstrumentenmacher
- Denner, Kathrin A. (* 1986), deutsche Komponistin
- Denner, Lukas (* 1991), österreichischer Fußballspieler
- Denner, Michael (* 1958), dänischer Gitarrist
- Denner, Volkmar (* 1956), deutscher Physiker
- Denner, Wilhelm (1859–1920), deutscher Politiker (SPD), MdL
- Dennerby, Thomas (* 1959), schwedischer Fußballspieler und -trainer
- Dennerlein, Barbara (* 1964), deutsche JazzmusikerinBarbara Dennerlein (* 1964)

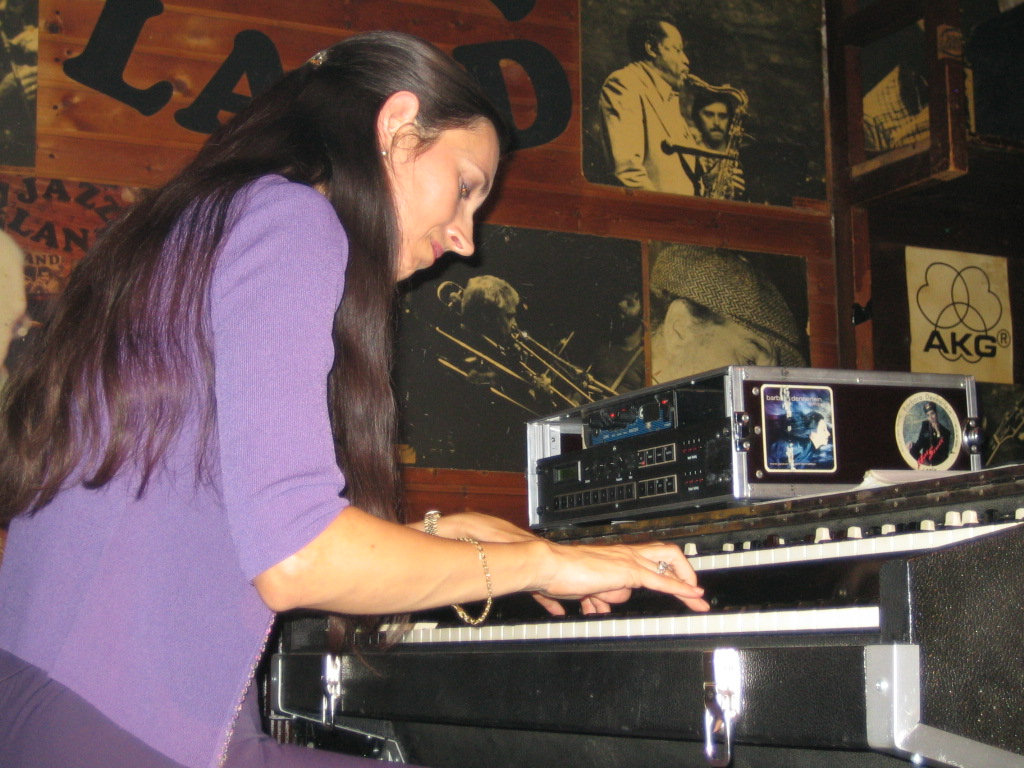
Barbara Dennerlein (* 1964)

- Dennerlein, Bettina (* 1963), deutsche Islamwissenschaftlerin
- Dennerlein, Constantino (1932–2022), italienischer Schwimm- und Wasserballtrainer
- Dennerlein, Fritz (1936–1992), italienischer Schwimmer und Wasserballspieler
- Dennerlein, Johann Georg Wenzel (1781–1863), deutscher Theaterschauspieler und Opernsänger (Tenor)
- Dennerlein, Thomas (1847–1903), deutscher Bildhauer und Hochschullehrer
- Dennerly-Minturn, Kevin (* 1989), neuseeländischer Badmintonspieler
- Dennert, Christian († 1944), deutscher Fabrikant, Gegner und Opfer des Nationalsozialismus
- Dennert, Eberhard (1861–1942), deutscher Naturforscher, Gründer des Keplerbundes
- Dennert, Herbert (1902–1994), deutscher Bergmann und Oberbergrat am Oberbergamt Clausthal-Zellerfeld
- Dennert, Jürgen (1935–1970), deutscher Politikwissenschaftler, Journalist und Autor
- Dennert, Manfred (* 1939), deutscher Kommunalpolitiker (SPD, parteilos)
- Dennert, Max (1861–1922), deutscher Bildhauer
- Dennert, Michael († 2016), deutscher Jazzmusiker (Schlagzeug)
- Dennert, Volker (* 1941), deutscher Bergbauingenieur
- Denness, Mike (1940–2013), schottischer Cricketspieler
- Dennett, Daniel (1942–2024), US-amerikanischer PhilosophDaniel Dennett (1942–2024)

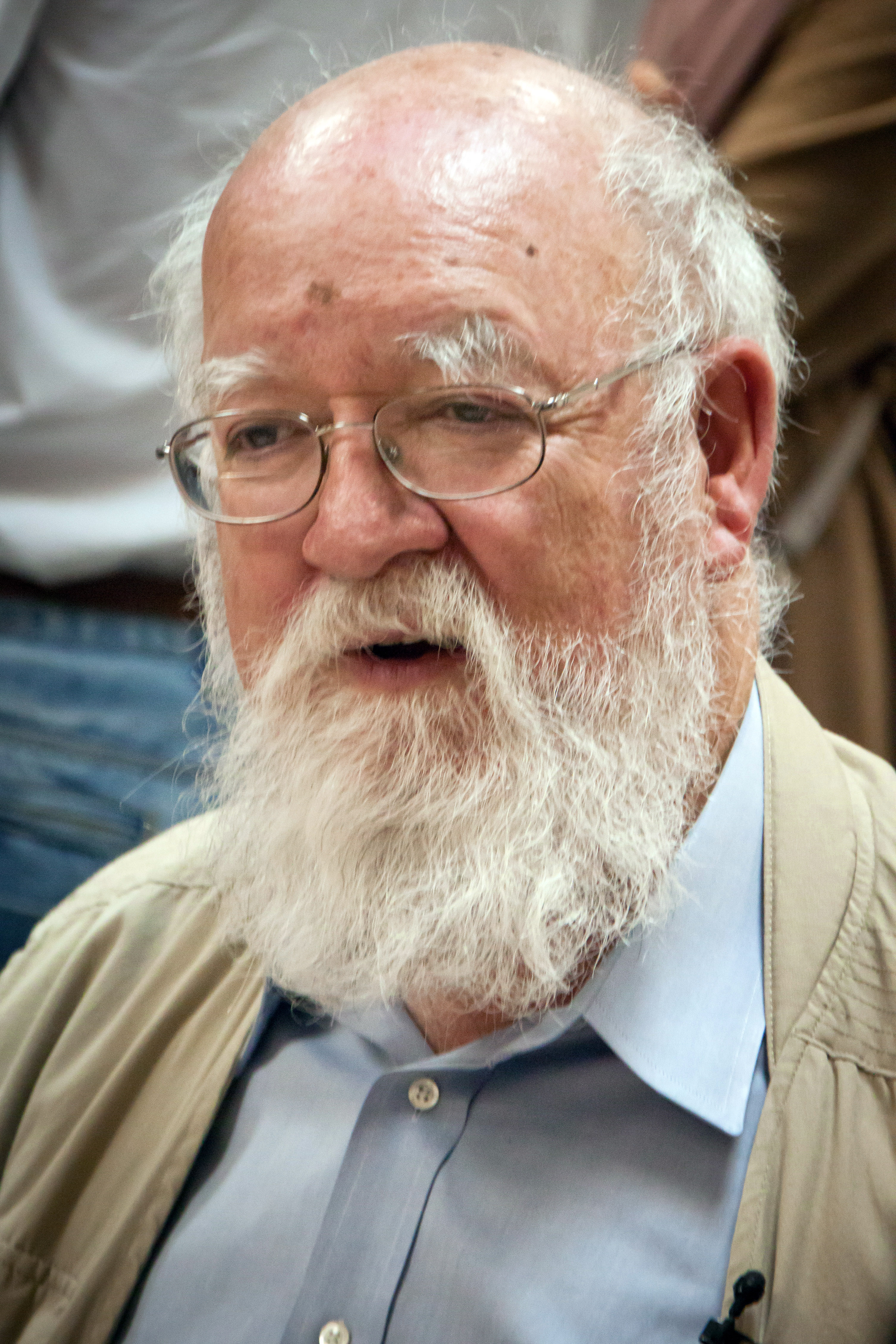
Daniel Dennett (1942–2024)

- Dennett, Mary (1872–1947), US-amerikanische Kunstlehrerin, Aktivistin, Pazifistin, Pionierin auf den Gebieten der Geburtenkontrolle, Sexualerziehung und des Frauenwahlrechts
- Dennewitz, Ekkehard (* 1945), deutscher Theaterregisseur
- Dennewitz, Reiner (* 1937), deutscher Komponist
- Denney, Bruce H. (1904–1969), US-amerikanischer Filmtechnikpionier
- Denney, Jim (* 1957), US-amerikanischer Skispringer
- Denney, Jim (* 1983), US-amerikanischer Skispringer
- Denney, John, US-amerikanischer Skispringer
- Denney, Robert Vernon (1916–1981), US-amerikanischer Jurist und Politiker
- Denney, Tom (* 1982), US-amerikanischer Musikproduzent
- Denney, Travis (* 1976), australischer Badmintonspieler
- Denney, William (1873–1953), US-amerikanischer Politiker, Gouverneur des Bundesstaates Delaware (1921–1925)
- Dennhardt, Albrecht (1944–2008), deutscher Regisseur und Theater-, Film-, Fernsehschauspieler
- Dennhardt, Hans (* 1941), deutscher Architekt, Stadtplaner und Hochschullehrer
- Dennhardt, Jens (* 1968), deutscher Politiker (SPD), MdBB
- Dennhardt, Joachim (* 1945), deutsch-österreichischer Regisseur, Redakteur, Moderator und Autor
- Dennhardt, Klaus (* 1941), deutscher Maler und Grafiker
- Dennhardt, Oskar-Hubert (1915–2014), deutscher Offizier und Politiker (CDU), MdL
- Dennhoven, Olav (* 1974), deutscher Schauspieler
- Dennie, Al (1903–1995), US-amerikanischer Jazzmusiker
- Dennig, Adolf (1858–1930), deutscher Mediziner und Hochschullehrer
- Dennig, August (1805–1883), deutscher Politiker (NLP), MdR
- Dennig, Constanze (* 1954), österreichische Autorin, Regisseurin und Theaterproduzentin
- Dennig, Dieter (* 1946), deutscher Neurologe und Epileptologe
- Denniker, Paul (* 1897), US-amerikanischer Komponist
- Denning, Alfred (1899–1999), britischer RichterAlfred Denning (1899–1999)

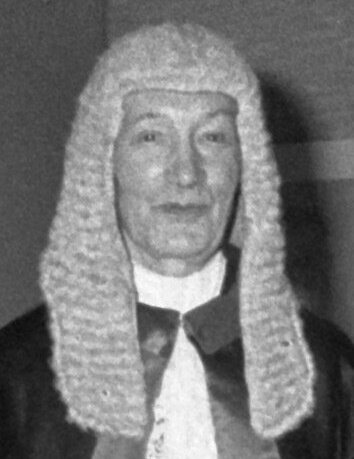
Alfred Denning (1899–1999)

- Denning, Dorothy (* 1945), US-amerikanische Informatikerin
- Denning, Joseph Peter Michael (1907–1990), US-amerikanischer römisch-katholischer Geistlicher, Weihbischof in Brooklyn
- Denning, Peter J. (* 1942), US-amerikanischer Informatiker
- Denning, Richard (1914–1998), US-amerikanischer Schauspieler
- Denning, Troy (* 1958), US-amerikanischer Autor
- Denning, William (1740–1819), US-amerikanischer Politiker
- Denning, William Frederick (1848–1931), britischer Astronom
- Denninger, Dirk (1928–2002), deutscher Architekt
- Denninger, Erhard (1932–2021), deutscher Staatsrechtslehrer und Publizist
- Denninger, Fabian (* 1981), deutscher Koch
- Denninger, Gert (* 1951), deutscher Physiker
- Denninger, Manfred (* 1939), deutscher Fernsehpionier, entwickelte das TED-System
- Denninger, Wilhelm (1899–1973), deutscher Architekt
- Denninghoff, Jörg (* 1966), deutscher Politiker (SPD), MdL (Rheinland-Pfalz)
- Denningmann, Marlene, deutsche Videokünstlerin und Filmemacherin
- Dennings, Kat (* 1986), US-amerikanische SchauspielerinKat Dennings (* 1986)

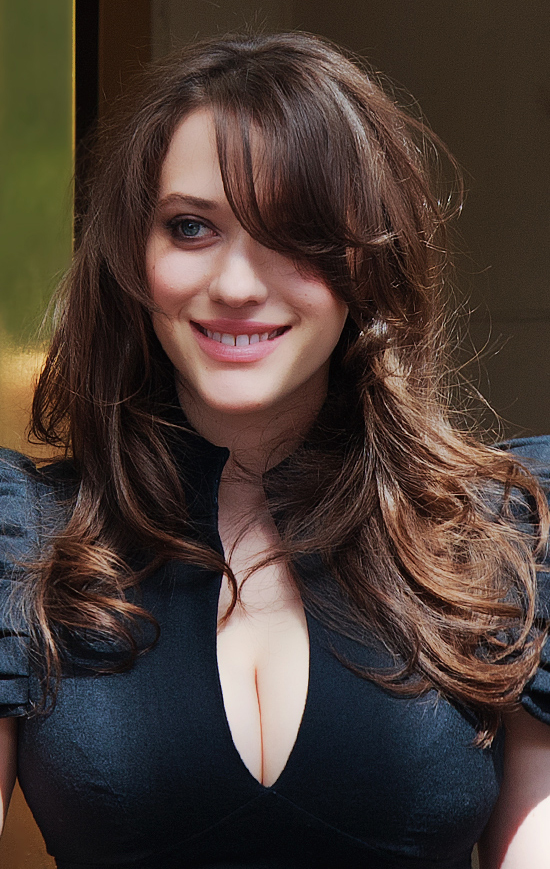
Kat Dennings (* 1986)

- Dennis, Aaron (* 1993), US-amerikanischer Fußballspieler
- Dennis, Adam (* 1985), italo-kanadischer Eishockeytorwart
- Dennis, Arthur (1846–1920), US-amerikanischer Politiker
- Dennis, C. J. (1876–1938), australischer Journalist und Schriftsteller
- Dennis, Cathy (* 1969), britische Sängerin, Songwriterin und Produzentin
- Dennis, Clare (1916–1971), australische Schwimmerin
- Dennis, Claude (1942–1978), US-amerikanischer Mörder
- Dennis, Danfung, US-amerikanischer Fotojournalist, Kriegsberichterstatter und Dokumentarfilmer
- Dennis, David W. (1912–1999), US-amerikanischer Politiker
- Dennis, Duane (* 1969), kanadischer Eishockeyspieler
- Dennis, Eddie (* 1986), walisischer Wrestler
- Dennis, Emmanuel (* 1997), nigerianischer Fußballspieler
- Dennis, Eric, US-amerikanischer Basketballtrainer
- Dennis, Eugene (1905–1961), US-amerikanischer Politiker
- Dennis, Gabrielle, US-amerikanische SchauspielerinGabrielle Dennis

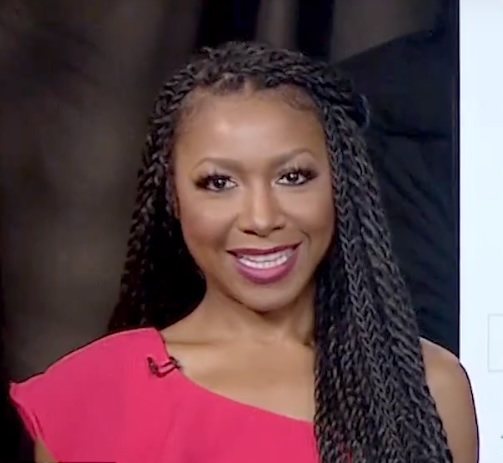
Gabrielle Dennis

- Dennis, Geoffrey (1892–1963), britischer Schriftsteller
- Dennis, George R. (1822–1882), US-amerikanischer Politiker
- Dennis, Gill (1941–2015), US-amerikanischer Drehbuchautor
- Dennis, Hugh (* 1962), britischer Komiker, Schauspieler und Moderator
- Dennis, Jack (* 1931), US-amerikanischer Informatiker
- Dennis, Jake (* 1995), britischer AutomobilrennfahrerJake Dennis (* 1995)

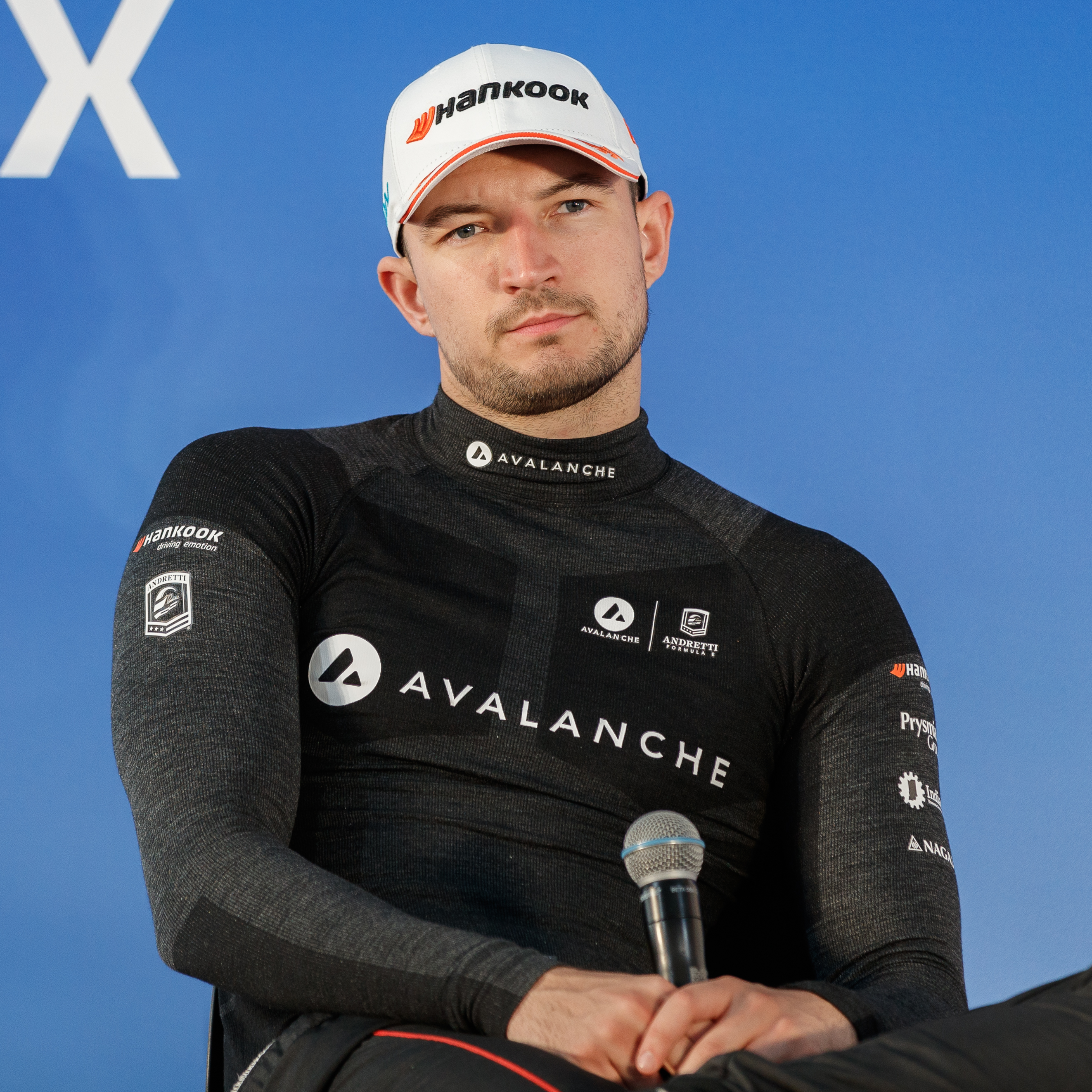
Jake Dennis (* 1995)

- Dennis, Jasauna (* 2004), jamaikanischer Sprinter
- Dennis, John (1657–1734), englischer Dramatiker und Kritiker
- Dennis, John (1771–1806), US-amerikanischer Politiker
- Dennis, John (1807–1859), US-amerikanischer Politiker
- Dennis, John (1931–2020), britischer Theologe; Bischof von St. Edmundsbury und Ipswich
- Dennis, John Stoughton (1820–1885), kanadischer Offizier und Landvermesser
- Dennis, John V. (1916–2002), US-amerikanischer Ornithologe und Botaniker
- Dennis, Lawrence (1893–1977), US-amerikanischer Diplomat und Autor
- Dennis, Littleton Purnell (1786–1834), US-amerikanischer Politiker
- Dennis, Louis Munroe (1863–1936), US-amerikanischer Chemiker
- Dennis, Matt (1914–2002), US-amerikanischer Jazzpianist, Sänger und Songwriter
- Dennis, Michael (* 1992), deutscher Goalballer
- Dennis, Nigel (1949–2013), britischer Literaturwissenschaftler und Hispanist
- Dennis, Nigel Forbes (1912–1989), britischer Schriftsteller
- Dennis, Olive (1885–1957), US-amerikanische Ingenieurin
- Dennis, Patrick (1921–1976), US-amerikanischer Schriftsteller
- Dennis, Richard (* 1949), US-amerikanischer Börsenspekulant, Investor
- Dennis, Richard William George (1910–2003), britischer Botaniker
- Dennis, Rohan (* 1990), australischer Radrennfahrer
- Dennis, Ron (* 1947), britischer Formel-1-Teamchef (McLaren-Mercedes)Ron Dennis (* 1947)

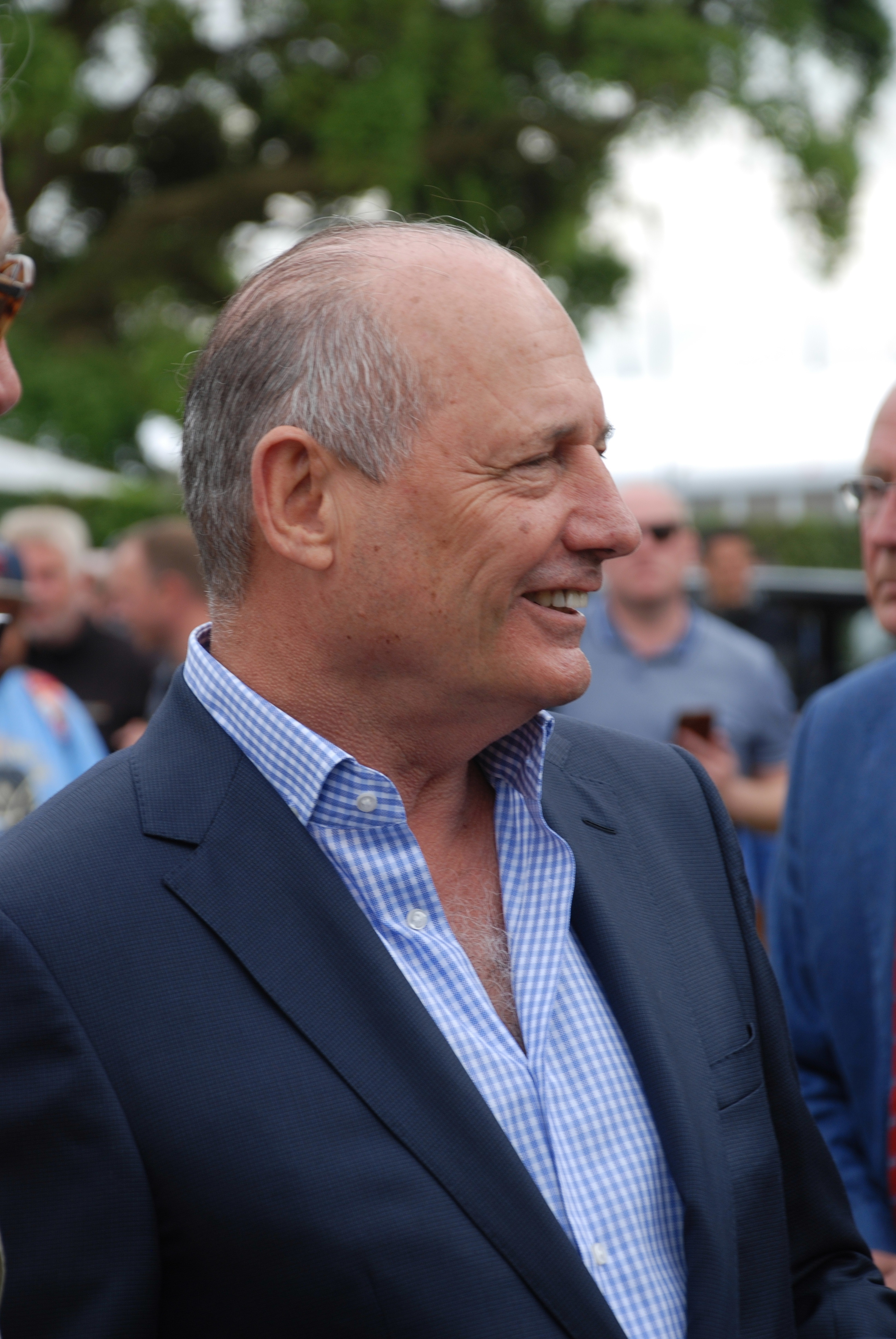
Ron Dennis (* 1947)

- Dennis, Roy L. (1961–1978), US-amerikanischer Junge
- Dennis, Sandy (1937–1992), US-amerikanische Schauspielerin
- Dennis, Simon (* 1976), britischer Ruderer
- Dennis, Tom (* 1881), englischer Snooker-Spieler
- Dennis, Wesley (1903–1966), US-amerikanischer Illustrator
- Dennis, Will (* 2000), englischer Fußballtorhüter
- Dennis, Willie (1926–1965), US-amerikanischer Jazz-Posaunist
- Dennison, Aaron Lufkin (1812–1895), US-amerikanischer Uhrmacher, „Vater der amerikanischen Uhrmacherei“
- Dennison, David S. (1918–2001), US-amerikanischer Politiker
- Dennison, Jim (1879–1924), englischer Fußballspieler
- Dennison, Jo-Carroll (1923–2021), US-amerikanische Schauspielerin und Schönheitskönigin
- Dennison, Julian (* 2002), neuseeländischer Schauspieler maorischer AbstammungJulian Dennison (* 2002)

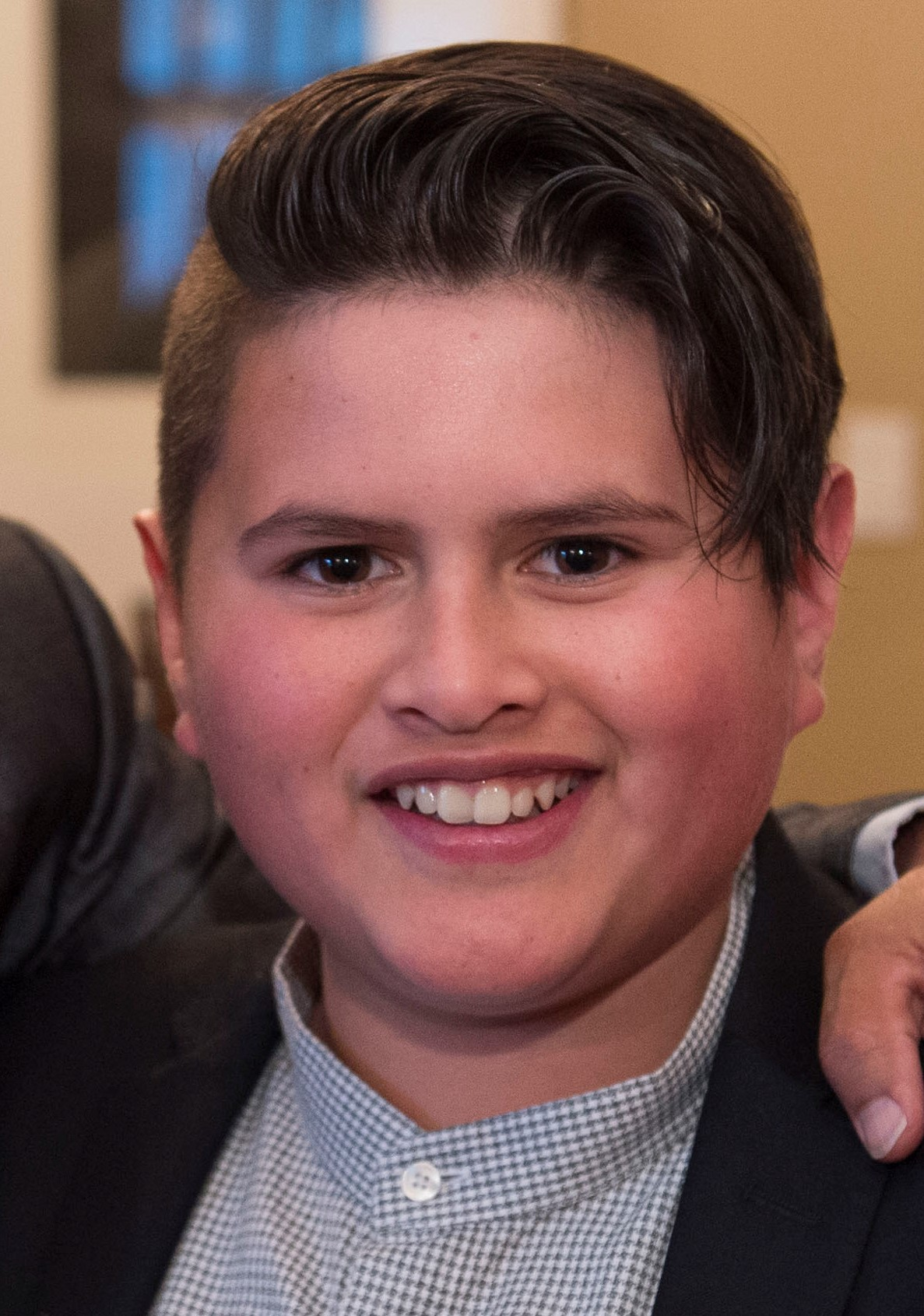
Julian Dennison (* 2002)

- Dennison, William (1905–1981), kanadischer Politiker, Bürgermeister von Toronto
- Dennison, William junior (1815–1882), US-amerikanischer Politiker
- Denniston, Alastair (1881–1961), britischer Kryptoanalytiker
- Denniston, John Dewar (1887–1949), britischer Altphilologe
- Denniston, Leslie (* 1950), US-amerikanische Schauspielerin
- Denniston, Robert (1800–1867), US-amerikanischer Jurist und Politiker
- Dennistoun, James Robert (1883–1916), neuseeländischer Bergsteiger, Forschungsreisender
- Denniz PoP (1963–1998), schwedischer DJ, Remixer, Komponist und Musikproduzent
- Dennler, Levin (* 1993), Schweizer Musikproduzent, Musiker und Komponist
- Dennler, Wilhelm (1902–1960), deutscher SA-Führer
- Dennolf, Severt (1920–1990), schwedischer Langstreckenläufer
- Dennstedt, August Wilhelm (1776–1826), deutscher Mediziner und Botaniker
- Dennstedt, Max (1852–1931), deutscher Chemiker
- Dennstedt, Severa (1893–1971), deutsche Malerin und Schriftstellerin
- Dennstedt, Thomas (* 1959), deutscher Fußballspieler
- Denny, Arthur A. (1822–1899), US-amerikanischer Politiker
- Denny, Bill (1872–1946), australischer Politiker (Australian Labor Party)
- Denny, Doreen, britische Eiskunstläuferin
- Denny, Edward, 1. Earl of Norwich (1569–1637), englischer Höfling und Politiker
- Denny, Harmar (1794–1852), US-amerikanischer Politiker
- Denny, Harmar D. (1886–1966), US-amerikanischer Politiker
- Denny, Henry (1803–1871), britischer Entomologe und Parasitologe
- Denny, James (* 1993), britischer Wasserspringer
- Denny, James William (1838–1923), US-amerikanischer Politiker
- Denny, Jim (1911–1963), US-amerikanischer Country-Musikmanager
- Denny, John (* 1952), US-amerikanischer Baseballspieler
- Denny, Martin (1911–2005), US-amerikanischer Jazzpianist
- Denny, Matthew (* 1996), australischer Diskus- und Hammerwerfer
- Denny, Mike, US-amerikanischer Jazzmusiker (Gitarre)
- Denny, Reginald (1891–1967), britischer Schauspieler
- Denny, Robyn (1930–2014), britischer Maler und Grafiker
- Denny, Sandy (1947–1978), britische Sängerin und SongschreiberinSandy Denny (1947–1978)

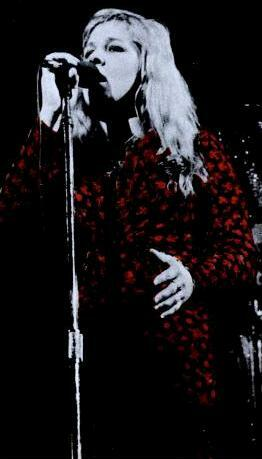
Sandy Denny (1947–1978)

- Denny, Simon (* 1982), neuseeländischer Installationskünstler
- Denny, Walter M. (1853–1926), US-amerikanischer Politiker
- Dennys, Rodney (1911–1993), britischer Diplomat, Nachrichtendienstler und Heraldiker

### Deno
- Denoël, Mathieu (* 1974), belgischer Herpetologe
- Denoël, Robert (1902–1945), französischer Verleger
- Denoke, Angela (* 1961), deutsche Opern-, Lied- und Konzertsängerin (Sopran)
- Denola, Georges (1865–1944), französischer Komponist, Varietékünstler, Regisseur und Schauspieler
- Denolly, Corentin (* 1997), französischer Tennisspieler
- Denon, Dominique-Vivant (1747–1825), französischer Maler, Schriftsteller, Diplomat und Kunstsammler
- Denoncourt, Sonia (* 1964), kanadische Fußballschiedsrichterin
- DeNormand, George (1903–1976), US-amerikanischer Stuntman und Schauspieler
- Denormandie, Julien (* 1980), französischer Politiker
- Denoth, Aloys (1851–1893), Bildhauer und Holzschnitzer
- Denoth, Mario (* 1980), Schweizer Skilangläufer, Biathlet, Skitechniker und Trainer
- Denoyé, Jacques-Antoine († 1759), französischer Organist und Komponist
- Denoyelle, Martine, französische Klassische Archäologin mit der Spezialisierung auf die antike Keramik
- Denoyelles, Peter (1766–1829), US-amerikanischer Politiker
- Denoyette, José (1937–2022), belgischer Radrennfahrer

### Dens
- Dens, Tuur (* 2000), belgischer Radsportler
- Densch, Alfred (1874–1931), deutscher Geologe
- Densch, Charlotte (* 2002), deutsche Aerobicturnerin
- Densch, Hermann (1887–1963), deutscher Admiral im Zweiten Weltkrieg
- Denscherz, Mathias († 1550), Benediktiner und Abt der Abtei Niederaltaich (1546–1550)
- Densham, Erin (* 1985), australische Triathletin
- Densham, Pen (* 1947), britisch-kanadischer Film- und Fernsehproduzent, Regisseur und Drehbuchautor
- Densham, Tim (* 1955), britischer Fahrzeugdesigner
- Densley, Les (1894–1974), australischer Politiker, Präsident des South Australian Legislative Council
- Denslow, William Wallace (1856–1915), US-amerikanischer Illustrator und Karikaturist
- Densmore, Frances (1867–1957), US-amerikanische Musikethnologin
- Densmore, John (* 1944), US-amerikanischer MusikerJohn Densmore (* 1944)

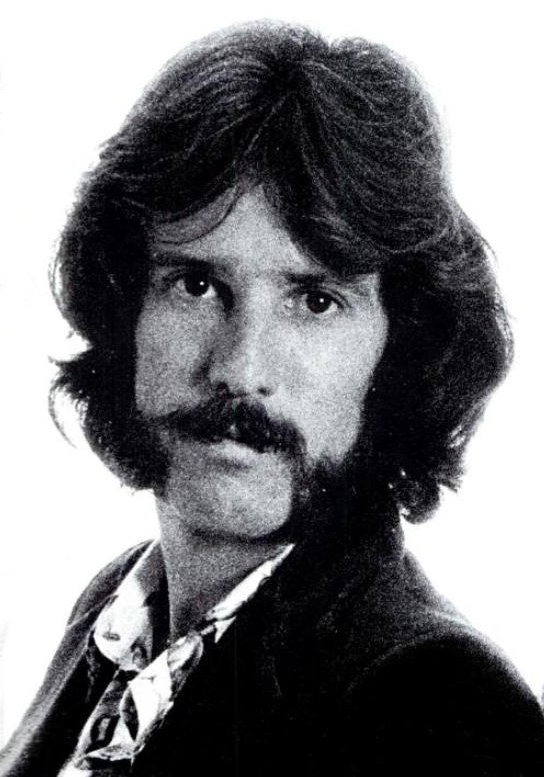
John Densmore (* 1944)

- Denso, Johann Daniel (1708–1795), deutscher Sprach- und Naturwissenschaftler, Gymnasiallehrer
- Denso, Paul (1873–1944), deutscher Lepidopterologe
- Denson, ED (* 1940), US-amerikanischer Musikgruppen-Manager, Plattenproduzent, Plattenlabel-Inhaber
- Denson, Jeff (* 1976), amerikanischer Jazzmusiker (Kontrabass, Komposition)
- Denson, Karl (* 1956), US-amerikanischer Jazzmusiker
- Denson, Lee (1932–2007), US-amerikanischer Rockabilly-Musiker
- Denson, Vincent (* 1935), britischer Radsportler
- Denson, William Henry (1846–1906), US-amerikanischer Jurist und Politiker
- Denst, Maria Louise (1932–2016), deutsche Heimatforscherin und Mundartschriftstellerin
- Denstädt, Doreen (* 1977), deutsche Politikerin (Bündnis 90/Die Grünen)
- Denstedt, Hubert (* 1955), deutscher Radrennfahrer
- Densușianu, Aron (1837–1900), rumänischer Autor, Romanist und Rumänist
- Densusianu, Ovid (1873–1938), rumänischer Romanist, Rumänist, Volkskundler und Dichter
- Denswil, Stefano (* 1993), niederländischer Fußballspieler

### Dent
- Dent, Abigail (* 2002), kanadische Ruderin
- Dent, Alfred (1844–1927), britischer Kaufmann
- Dent, Catherine (* 1965), US-amerikanische Schauspielerin
- Dent, Charles E. (1911–1976), britischer Biochemiker
- Dent, Charlie (* 1960), amerikanischer Politiker
- Dent, Denny (1948–2004), US-amerikanischer Maler
- Dent, Edward (1876–1957), englischer Musikwissenschaftler und Hochschullehrer
- Dent, Edward John (1790–1853), englischer Uhrmacher
- Dent, Frederick B. (1922–2019), US-amerikanischer Politiker und Geschäftsmann
- Dent, George (1756–1813), US-amerikanischer Politiker
- Dent, John (* 1938), britischer Biathlet und Skilangläufer
- Dent, John Herman (1908–1988), US-amerikanischer Politiker
- Dent, Josiah (1817–1899), US-amerikanischer Politiker
- Dent, Lester (1904–1959), US-amerikanischer Schriftsteller
- Dent, Phil (* 1950), australischer Tennisspieler
- Dent, Richard (* 1960), US-amerikanischer American-Football-Spieler
- Dent, Sharon, US-amerikanische Biologin
- Dent, Stanley Hubert Jr. (1869–1938), US-amerikanischer Rechtsanwalt, Richter und Politiker
- Dent, Taylor (* 1981), US-amerikanischer Tennisspieler
- Dent, Thomas William (* 1991), englischer Fußballtrainer
- Dent, Tory (1958–2005), US-amerikanische Dichterin, Schriftstellerin und Kunstkritikerin
- Dent, William Barton Wade (1806–1855), US-amerikanischer Politiker
- Dent-Bogányi, Clara (* 1973), deutsche Oboistin und Hochschullehrerin
- Dentale, Dario (* 1982), italienischer Ruderer
- Dente, Fernando (* 1990), argentinischer Moderator, Sänger und Schauspieler
- Dente, Girolamo, italienischer Maler
- Dente, Marco († 1527), italienischer Kupferstecher
- Dentelin, katholischer Heiliger, im Mittelalter Stadtpatron von Rees
- Denter, Helmut (1928–2018), deutscher Politiker (SPD), Bürgermeister und MdL
- Denter, Thomas (1936–2023), deutscher römisch-katholischer Ordensgeistlicher, Zisterzienser, Abt des Klosters Marienstatt
- Denters, Esmée (* 1988), niederländische Sängerin und Songwriterin
- Dentges, Edda (* 1946), deutsche Schauspielerin, Regisseurin und Bühnenbildnerin
- Denti di Pirajno, Alberto (1886–1968), italienischer Schriftsteller und Arzt in Nordafrika
- Denti, Mino (* 1945), italienischer Radrennfahrer
- Dentice, Fabrizio († 1581), italienischer Lautenist und Komponist
- Dentice, Scipione (1560–1633), italienischer Kirchenmusiker und Komponist
- Dentière, Marie (1495–1561), reformierte Theologin und Reformationshistorikerin
- Dentinho (* 1989), brasilianischer Fußballspieler
- Dentler, Herbert (1924–1991), deutscher Sänger und Komponist
- Dentler, Isaak (* 1980), deutscher Schauspieler und SynchronsprecherIsaak Dentler (* 1980)

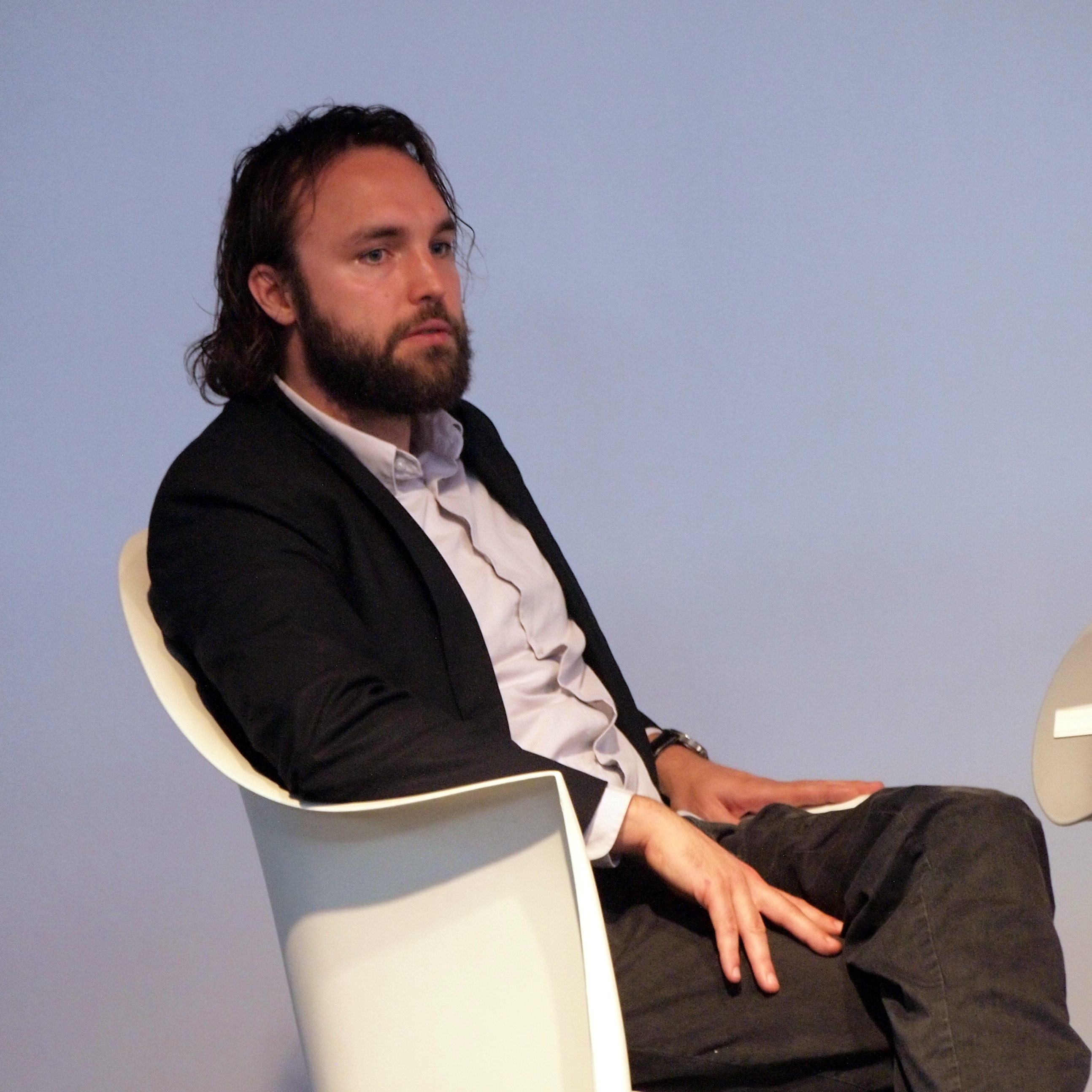
Isaak Dentler (* 1980)

- Dentler, Markus (* 1953), deutscher Theaterschauspieler, Theaterregisseur und Theaterleiter
- Dentler, Martin (1860–1933), deutscher Unternehmer, Aussteller, Distributor, Filmproduzent und Pionier des frühen deutschen Kinos
- Dentler, Max (* 1841), deutscher Politiker
- Dentler, Rudolf (1924–2006), deutscher Goldschmied, Künstler und Stadtoriginal
- Dentler, Timo (* 1971), deutscher Bühnen- und Kostümbildner
- Dentler, Xaver (1814–1905), württembergischer Schultheiß und Landtagsabgeordneter
- Dentmon, Justin (* 1985), US-amerikanischer Basketballspieler
- Denton, Bradley (* 1958), US-amerikanischer Schriftsteller
- Denton, Daniel († 1703), englischer Siedler und Autor
- Denton, Denice (1959–2006), amerikanische Ingenieurin und Professorin für Elektrotechnik
- Denton, Eric James (1923–2007), britischer Meeresbiologe und Biophysiker
- Denton, Fatima (* 1966), britisch-gambische Klimatologin
- Denton, George Chardin (1851–1928), britischer Kolonialverwalter und Kolonialgouverneur
- Denton, George K. (1864–1926), US-amerikanischer Politiker
- Denton, James (* 1963), US-amerikanischer SchauspielerJames Denton (* 1963)

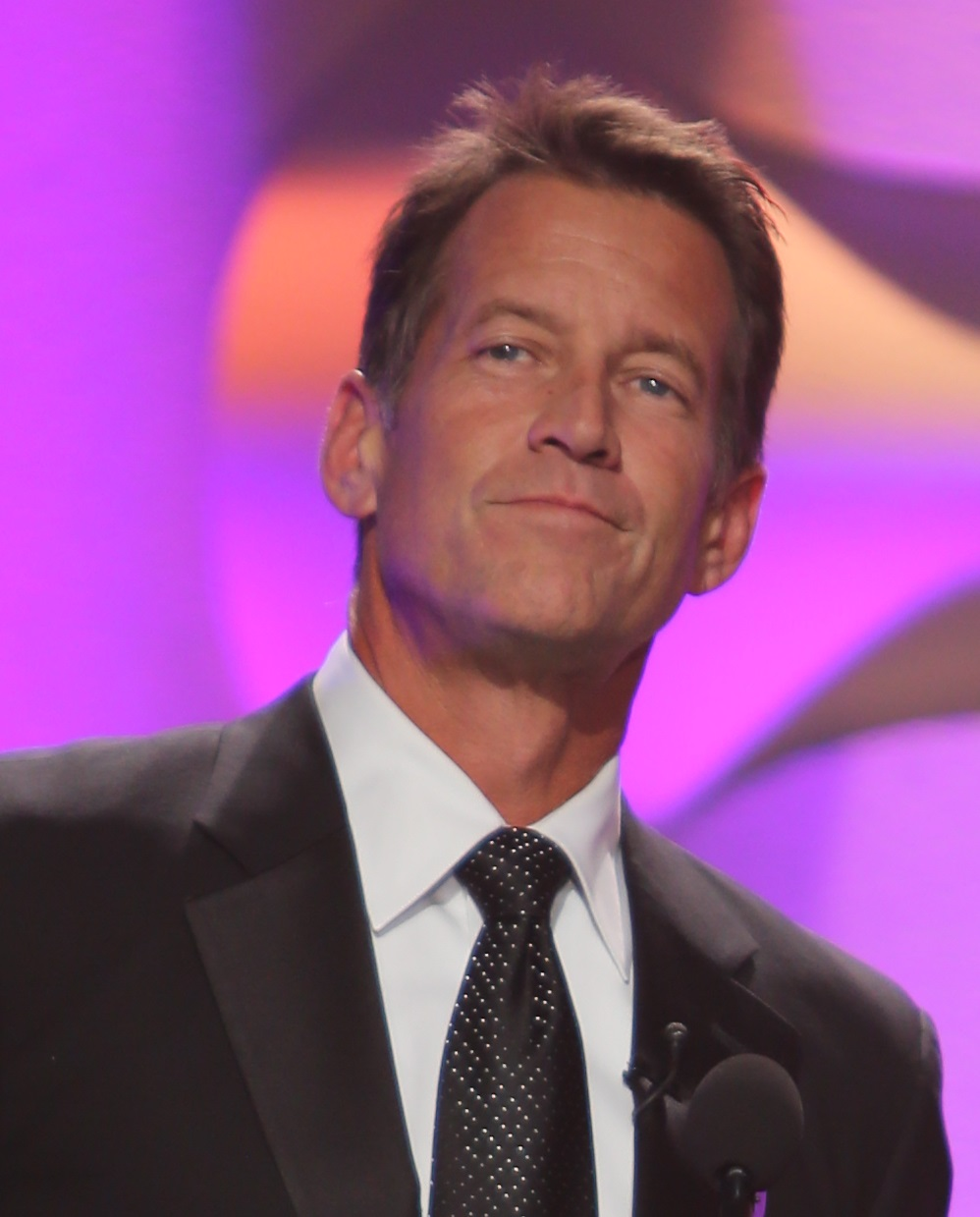
James Denton (* 1963)

- Denton, Jean, Baroness Denton of Wakefield (1935–2001), britische Politikerin (Conservative Party)
- Denton, Jeremiah (1924–2014), US-amerikanischer Politiker (Republikaner) und Admiral der US-NavyJeremiah Denton (1924–2014)

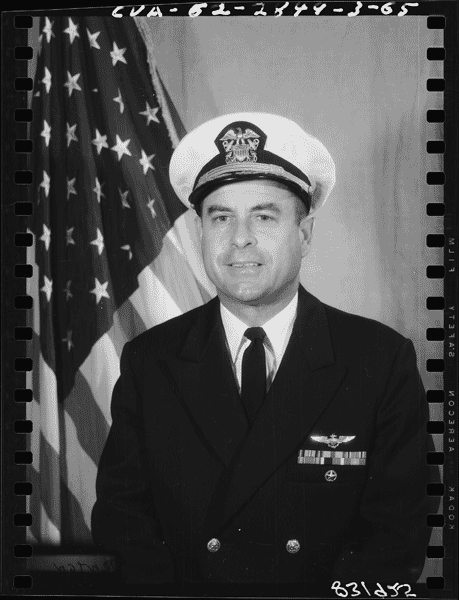
Jeremiah Denton (1924–2014)

- Denton, Julia, US-amerikanische Schauspielerin und Synchronsprecherin
- Denton, Peter (1926–2000), australischer Stabhochspringer
- Denton, Richard, englischer Presbyterianer und Siedlerpionier auf Long Island
- Denton, Robin, neuseeländische Badmintonspielerin
- Denton, Steve (* 1956), US-amerikanischer Tennisspieler
- Denton, Will (* 1990), US-amerikanischer Schauspieler
- Denton, Winfield K. (1896–1971), US-amerikanischer Politiker
- Dentoni, Corinna (* 1989), italienische Tennisspielerin
- Dentschewa, Rossiza (* 2007), bulgarische Tennisspielerin
- Dentz, Henri Fernand (1881–1945), französischer Armeegeneral
- Dentzel, Georg Friedrich (1755–1828), Pfarrer und französischer Offizier
- Dentzel, Louis (1786–1829), französischer Offizier und Generalmajor der griechischen Westarmee

### Denu
- Denu, Egon (1932–2018), deutscher Jazzmusiker (Posaune, Trompete, Komposition)
- DeNucci, Dominic (1931–2021), US-amerikanischer Wrestler
- Denuelle, Éléonore (1787–1868), Geliebte Napoléon Bonapartes
- Denuelle, Léon (1806–1881), Sohn Napoleons und seiner Mätresse Eleonore Denuelle
- Denuzière, Maurice (* 1926), französischer Schriftsteller

### Denv
- Denver, Bob (1935–2005), US-amerikanischer Schauspieler
- Denver, Frank (1827–1875), US-amerikanischer Politiker
- Denver, Jackie (1926–2013), nordirischer Fußballspieler
- Denver, James William (1817–1892), US-amerikanischer Offizier und Politiker
- Denver, John (1943–1997), US-amerikanischer Country- und Folk-SängerJohn Denver (1943–1997)

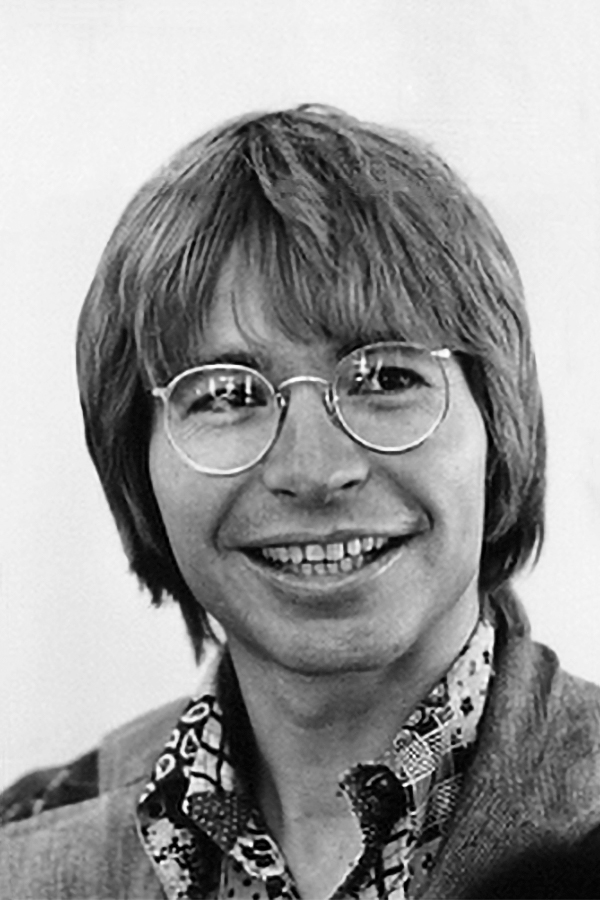
John Denver (1943–1997)

- Denver, Matthew (1870–1954), US-amerikanischer Politiker
- Denvignes, Joseph (1866–1941), französischer General

### Deny
- Deny, Jacques (1916–2016), französischer Mathematiker
- Deny, Wilhelm (1787–1822), deutscher Theaterschauspieler und Opernsänger (Bass)
- Denyer, Nicholas (* 1955), britischer Philosoph und Klassischer Philologe (Gräzist)
- Denyer, Paul (* 1972), australischer Serienmörder
- De’Nyle, Jewel (* 1976), US-amerikanische Pornodarstellerin, Regisseurin, Produzentin und Stripperin
- Denys, Christiane (* 1958), französische Mammalogin und Paläontologin
- Denys, Henri (1930–2021), belgischer Radrennfahrer
- Denys, Jacob (1644–1708), flämischer Barockmaler
- Denys, Odylio (1892–1985), brasilianischer Marschall und Politiker
- Denyskin, Andrij (* 1998), ukrainischer Eishockeyspieler
- Denyssenko, Laryssa (* 1973), ukrainische Juristin und Schriftstellerin
- Denyssenko, Natalija (* 1989), ukrainische Schauspielerin und Synchronsprecherin
- Denyssenko, Oleksandr (* 1958), ukrainischer Schriftsteller, Dramatiker, Filmschauspieler, Drehbuchautor und Filmregisseur
- Denyssenko, Petro (1920–1998), ukrainisch-sowjetischer Stabhochspringer und Zehnkämpfer
- Denyssenko, Taras (1965–2017), ukrainischer Filmschauspieler, Drehbuchautor und Filmregisseur
- Denyssenko, Wolodymyr (1930–1984), sowjetisch-ukrainischer Filmregisseur und Drehbuchautor

### Denz
- Denz, Adolf (* 1935), deutscher Semitist
- Denz, Bill (1951–1983), neuseeländischer Bergsteiger
- Denz, Cornelia (* 1963), deutsche Physikerin
- Denz, Egon (1899–1979), österreichischer Jurist, Politiker (NSDAP) und SS-Führer
- Denz, Hermann (1949–2008), österreichischer Soziologe
- Denz, Ludwig (1949–2025), deutscher Fußballspieler
- Denz, Manuela (* 1964), deutsche Schauspielerin und Sängerin
- Denz, Nico (* 1994), deutscher RadrennfahrerNico Denz (* 1994)

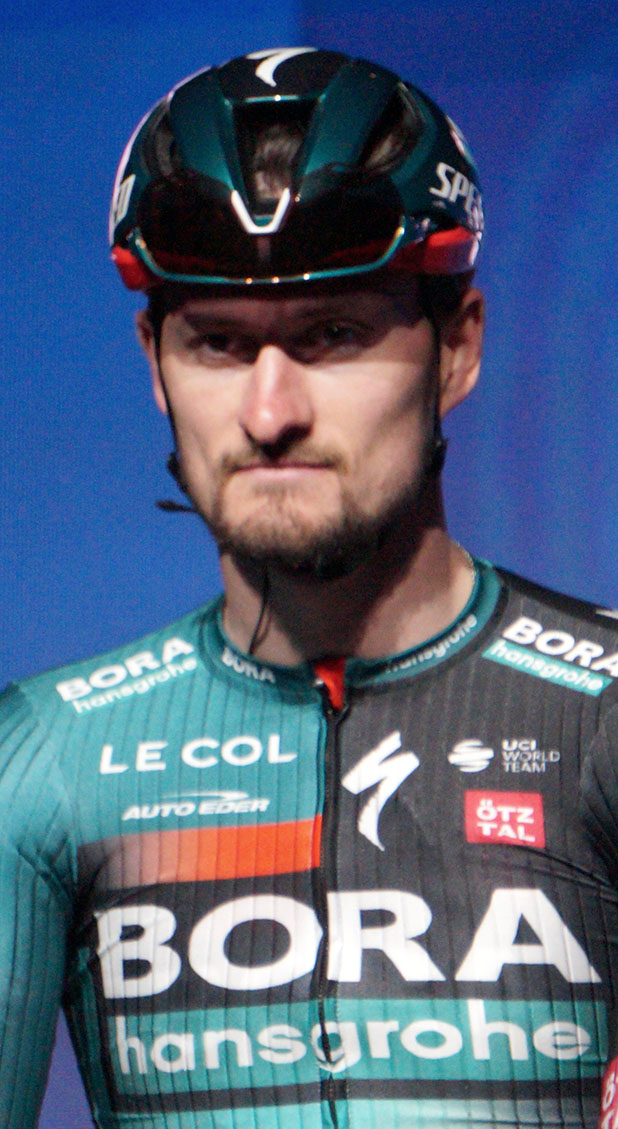
Nico Denz (* 1994)

- Denz, Peter (1940–2022), deutscher Ingenieur, Unternehmer und Oscar-Preisträger
- Denz, Silvio (* 1956), Schweizer Unternehmer
- Denz, Wilhelm (1852–1929), Schweizer reformierter Pfarrer
- Denza, Francesco (1834–1894), italienischer Barnabit, Lehrer, Meteorologe und Astronom
- Denza, Luigi (1846–1922), italienischer Komponist
- Denzel, Benedikt (1692–1767), fünfundzwanzigster Abt der Reichsabtei Ochsenhausen
- Denzel, Bernhard Gottlieb (1773–1838), deutscher Pädagoge
- Denzel, Bertram (* 1969), deutscher Komponist
- Denzel, Eugen (1901–1980), deutscher Maler, Grafiker und Pressezeichner
- Denzel, Friedrich (1887–1952), badischer Beamter
- Denzel, Heidi (1893–1975), deutsche Sozialarbeiterin
- Denzel, Jesco (* 1972), deutscher Fotograf
- Denzel, Jörg (* 1941), deutscher Automobilrennfahrer
- Denzel, Julius (1852–1915), Gründer einer chemischen Fabrik in Tübingen
- Denzel, Marianne (1932–1975), deutsche Goldschmiedin und Designerin
- Denzel, Markus A. (* 1967), deutscher Wirtschaftshistoriker
- Denzel, Wolfgang (1908–1990), österreichischer Rennsportler, Konstrukteur und Unternehmer
- Denzer, Georg (* 1942), deutscher Kommunalpolitiker der CDU
- Denzer, Horst (* 1941), deutscher Politikwissenschaftler
- Denzer, Karl Josef (1925–2011), deutscher Politiker (SPD)
- Denzer, Kurt (1939–2021), deutscher Regisseur und Dokumentarfilmer
- Denzer, Marie-Elisabeth (* 1963), deutsche Fernseh- und Hörfunkmoderatorin
- Denzer, Stephan (* 1967), deutscher Fernsehproduzent
- Denzer, Willi (* 1910), deutscher Radsportfunktionär
- Denzin, Carl Friedrich von (1800–1876), deutscher Politiker, MdR
- Denzin, Michael (1944–2017), deutscher Volkswirt und Politiker (FDP), MdL
- Denzin, Norman K. (1941–2023), US-amerikanischer Soziologe
- Denzinger, Franz Josef von (1821–1894), deutscher Architekt und Dombaumeister
- Denzinger, Heinrich (1819–1883), katholischer Theologe
- Denzinger, Ignaz (1782–1862), Historiker und Hochschullehrer
- Denzinger, Placidus (1907–1985), deutscher Ordensgeistlicher
- Denzler, Alberich (1759–1840), Schweizer Geistlicher, Abt von Wettingen-Mehrerau
- Denzler, Alexander (* 1979), deutscher Historiker
- Denzler, Andy (* 1965), Schweizer Künstler
- Denzler, Bertrand (* 1963), Schweizer Musiker (Jazz, Improvisationsmusik)
- Denzler, Cynthia (* 1983), kolumbianisch-US-amerikanische Skirennläuferin
- Denzler, Georg (* 1930), deutscher römisch-katholischer Priester und Theologe
- Denzler, Günther (* 1948), deutscher Kommunalpolitiker (CSU), Landrat und Bezirkstagspräsident
- Denzler, Hans Heinrich (1814–1876), Schweizer Kartograph
- Denzler, Herbert (1926–2015), deutscher Diplomat, Botschafter der DDR
- Denzler, Louis (1806–1880), Schweizer Offizier und Politiker
- Denzler, Robert F. (1892–1972), Schweizer Dirigent und Komponist